# Regeringen Löfven I
Regeringen Löfven I var Sveriges regering mellan 3 oktober 2014 och 21 januari 2019. Regeringen var en koalitionsregering och minoritetsregering bestående av Socialdemokraterna och Miljöpartiet, där Socialdemokraterna innehade 17 statsrådsposter och Miljöpartiet 6. Regeringschef (statsminister) var Socialdemokraternas partiledare Stefan Löfven. Det var Sveriges första regering med statsråd från Miljöpartiet.
Regeringen Löfven tillträdde efter riksdagsvalet i Sverige 2014, i vilket de tre rödgröna partierna blev störst av riksdagens tre politiska block, och den efterträdde den borgerliga regeringen Reinfeldt. Regeringen hade stöd av en minoritet i Sveriges riksdag. Regeringen drabbades tidigt av en regeringskris när den fick sin budgetproposition nedröstad hösten 2014. Statsminister Stefan Löfven meddelade därför att han tänkte utlysa ett extra val, men regeringen kunde regera vidare tack vare att decemberöverenskommelsen slöts mellan regeringen och den borgerliga oppositionen. Regeringen Löfven hade sedan sitt tillträde ett nära budgetsamarbete med Vänsterpartiet som fick igenom många vallöften, och gjorde även upp i några sakpolitiska frågor med delar av oppositionen.
Regeringen satte tidigt målet att Sverige skulle ha lägst arbetslöshet i EU senast 2020 och man har också satsat pengar på välfärd, utbildning och integration, genom höjda skatter och god konjunktur under perioden. Emellertid har det målet inte varit nära att uppnås. Under mandatperioden fick regeringen hantera rekordstora flyktingströmmar i samband med migrationskrisen i Europa 2015, vilket ytterligare bidrog till offentlig konsumtion och landets goda konjunktur, men var nära mottagningssystemens kapacitet. Regeringen skärpte lagstiftningen och lyckades därmed kraftigt begränsa antalet asylsökande. Miljöpartiet övervägde att lämna regeringen inför beslutet men valde att stanna och bryta vallöften för att undvika ännu hårdare flyktingpolitik. Större satsningar har också gjorts på klimat, försvar och polis.
Omedelbart efter riksdagsvalet 2018 visade en statsministeromröstning att riksdagen saknade stöd för Stefan Löfven som statsminister, varför han entledigades av talmannen, varpå regeringen satt kvar rekordlänge som övergångsregering. Regeringen efterträddes av Regeringen Löfven II, som bestod av samma partier men även hade stöd av två borgerliga partier enligt januariavtalet 2019.

## Bakgrund
Stefan Löfven godkändes av riksdagen som statsminister den 2 oktober 2014, efter en omröstning där de tilltänkta regeringspartierna röstade ja, Sverigedemokraterna nej och övriga partier, inklusive Vänsterpartiet, avstod från att rösta. Regeringen tillträdde sedan vid en skifteskonselj på Stockholms slott den 3 oktober. Regeringens sammansättning och regeringsförklaringen presenterades av statsminister Stefan Löfven i Sveriges riksdag under förmiddagen samma dag. Det var första gången sedan Regeringen Erlander II (1951-57) som Socialdemokraterna regerade tillsammans med ett annat parti.

## Statsråd
* Statsminister eller departementschef
| Titel                                                                                 | Namn                 | Namn                           | Tillträdde           | Avgick               | Parti                | Ref                  |                      |                      |                      |
| Statsrådsberedningen                                                                  | Statsrådsberedningen | Statsrådsberedningen           | Statsrådsberedningen | Statsrådsberedningen | Statsrådsberedningen | Statsrådsberedningen | Statsrådsberedningen | Statsrådsberedningen | Statsrådsberedningen |
| ------------------------------------------------------------------------------------- | -------------------- | ------------------------------ | -------------------- | -------------------- | -------------------- | -------------------- | -------------------- | -------------------- | -------------------- |
| Statsminister                                                                         |                      | Stefan Löfven*                 | 3 oktober 2014       | 21 januari 2019      | Socialdemokraterna   | [ 8 ]                |                      |                      |                      |
| Minister för strategi och framtidsfrågor samt nordiskt samarbete                      |                      | Kristina Persson               | 3 oktober 2014       | 25 maj 2016          | Socialdemokraterna   | [ 8 ]                |                      |                      |                      |
| Samordnings- och energiminister                                                       |                      | Ibrahim Baylan                 | 25 maj 2016          | 21 januari 2019      | Socialdemokraterna   | [ 9 ]                |                      |                      |                      |
| Justitiedepartementet                                                                 |                      |                                |                      |                      |                      |                      |                      |                      |                      |
| Justitie- och migrationsminister                                                      |                      | Morgan Johansson*              | 3 oktober 2014       | 27 juli 2017         | Socialdemokraterna   | [ 8 ]                |                      |                      |                      |
| Justitie- och inrikesminister                                                         |                      | Morgan Johansson*              | 27 juli 2017         | 21 januari 2019      | Socialdemokraterna   | [ 8 ]                |                      |                      |                      |
| Migrationsminister och biträdande justitieminister                                    |                      | Heléne Fritzon                 | 27 juli 2017         | 21 januari 2019      | Socialdemokraterna   | [ 8 ]                |                      |                      |                      |
| Inrikesminister                                                                       |                      | Anders Ygeman                  | 3 oktober 2014       | 27 juli 2017         | Socialdemokraterna   | [ 8 ]                |                      |                      |                      |
| Utrikesdepartementet                                                                  |                      |                                |                      |                      |                      |                      |                      |                      |                      |
| Utrikesminister                                                                       |                      | Margot Wallström*              | 3 oktober 2014       | 21 januari 2019      | Socialdemokraterna   | [ 8 ]                |                      |                      |                      |
| Biståndsminister                                                                      |                      | Isabella Lövin                 | 3 oktober 2014       | (25 maj 2016)        | Miljöpartiet         | [ 8 ]                |                      |                      |                      |
| Minister för internationellt utvecklingssamarbete och klimat samt vice statsminister¹ |                      | Isabella Lövin                 | (25 maj 2016)        | 21 januari 2019      | Miljöpartiet         | [ 9 ]                |                      |                      |                      |
| EU- och handelsminister                                                               |                      | Ann Linde                      | 25 maj 2016          | 21 januari 2019      | Socialdemokraterna   | [ 9 ]                |                      |                      |                      |
| Försvarsdepartementet                                                                 |                      |                                |                      |                      |                      |                      |                      |                      |                      |
| Försvarsminister                                                                      |                      | Peter Hultqvist*               | 3 oktober 2014       | 21 januari 2019      | Socialdemokraterna   | [ 8 ]                |                      |                      |                      |
| Socialdepartementet                                                                   |                      |                                |                      |                      |                      |                      |                      |                      |                      |
| Socialförsäkringsminister                                                             |                      | Annika Strandhäll*             | 3 oktober 2014       | 27 juli 2017         | Socialdemokraterna   | [ 8 ]                |                      |                      |                      |
| Socialminister                                                                        |                      | Annika Strandhäll*             | 27 juli 2017         | 21 januari 2019      | Socialdemokraterna   | [ 8 ]                |                      |                      |                      |
| Folkhälso-, sjukvårds- och idrottsminister                                            |                      | Gabriel Wikström               | 3 oktober 2014       | 27 juli 2017         | Socialdemokraterna   | [ 8 ]                |                      |                      |                      |
| Barn-, äldre- och jämställdhetsminister                                               |                      | Åsa Regnér                     | 3 oktober 2014       | 8 mars 2018          | Socialdemokraterna   | [ 8 ]                |                      |                      |                      |
| Barn-, äldre- och jämställdhetsminister                                               |                      | Lena Hallengren                | 8 mars 2018          | 21 januari 2019      | Socialdemokraterna   | [ 8 ]                |                      |                      |                      |
| Finansdepartementet                                                                   |                      |                                |                      |                      |                      |                      |                      |                      |                      |
| Finansminister                                                                        |                      | Magdalena Andersson*           | 3 oktober 2014       | 21 januari 2019      | Socialdemokraterna   | [ 8 ]                |                      |                      |                      |
| Finansmarknads- och konsumentminister                                                 |                      | Per Bolund                     | 3 oktober 2014       | 21 januari 2019      | Miljöpartiet         | [ 8 ]                |                      |                      |                      |
| Civilminister                                                                         |                      | Ardalan Shekarabi              | 3 oktober 2014       | 21 januari 2019      | Socialdemokraterna   | [ 8 ]                |                      |                      |                      |
| Utbildningsdepartementet                                                              |                      |                                |                      |                      |                      |                      |                      |                      |                      |
| Utbildningsminister                                                                   |                      | Gustav Fridolin*               | 3 oktober 2014       | 21 januari 2019      | Miljöpartiet         | [ 8 ]                |                      |                      |                      |
| Gymnasie-, ungdoms- och kunskapslyftsminister                                         |                      | Aida Hadzialic                 | 3 oktober 2014       | 15 augusti 2016      | Socialdemokraterna   | [ 8 ] [ 10 ]         |                      |                      |                      |
| Gymnasie-, ungdoms- och kunskapslyftsminister                                         |                      | Helene Hellmark Knutsson (tf.) | 15 augusti 2016      | 13 september 2016    | Socialdemokraterna   | [ 11 ]               |                      |                      |                      |
| Gymnasie-, ungdoms- och kunskapslyftsminister                                         |                      | Anna Ekström                   | 13 september 2016    | 21 januari 2019      | Socialdemokraterna   | [ 12 ]               |                      |                      |                      |
| Minister för högre utbildning och forskning                                           |                      | Helene Hellmark Knutsson       | 3 oktober 2014       | 21 januari 2019      | Socialdemokraterna   | [ 8 ]                |                      |                      |                      |
| Miljö- och energidepartementet                                                        |                      |                                |                      |                      |                      |                      |                      |                      |                      |
| Klimat- och miljöminister samt vice statsminister¹                                    |                      | Åsa Romson*                    | 3 oktober 2014       | 25 maj 2016          | Miljöpartiet         | [ 8 ]                |                      |                      |                      |
| Miljöminister                                                                         |                      | Karolina Skog*                 | 25 maj 2016          | 21 januari 2019      | Miljöpartiet         | [ 9 ]                |                      |                      |                      |
| Energiminister                                                                        |                      | Ibrahim Baylan                 | 3 oktober 2014       | 25 maj 2016          | Socialdemokraterna   | [ 8 ]                |                      |                      |                      |
| Näringsdepartementet                                                                  |                      |                                |                      |                      |                      |                      |                      |                      |                      |
| Närings- och innovationsminister                                                      |                      | Mikael Damberg*                | 3 oktober 2014       | 21 januari 2019      | Socialdemokraterna   | [ 8 ]                |                      |                      |                      |
| Bostads-, IT- och stadsutvecklingsminister                                            |                      | Mehmet Kaplan                  | 3 oktober 2014       | 18 april 2016        | Miljöpartiet         | [ 8 ] [ 13 ]         |                      |                      |                      |
| Bostads-, IT- och stadsutvecklingsminister                                            |                      | Per Bolund (tf.)               | 18 april 2016        | 25 maj 2016          | Miljöpartiet         | [ 14 ]               |                      |                      |                      |
| Bostads- och digitaliseringsminister                                                  |                      | Peter Eriksson                 | 25 maj 2016          | 21 januari 2019      | Miljöpartiet         | [ 8 ]                |                      |                      |                      |
| Infrastrukturminister                                                                 |                      | Anna Johansson                 | 3 oktober 2014       | 27 juli 2017         | Socialdemokraterna   | [ 8 ]                |                      |                      |                      |
| Infrastrukturminister                                                                 |                      | Tomas Eneroth                  | 27 juli 2017         | 21 januari 2019      | Socialdemokraterna   | [ 8 ]                |                      |                      |                      |
| Landsbygdsminister                                                                    |                      | Sven-Erik Bucht                | 3 oktober 2014       | 21 januari 2019      | Socialdemokraterna   | [ 8 ]                |                      |                      |                      |
| Kulturdepartementet                                                                   |                      |                                |                      |                      |                      |                      |                      |                      |                      |
| Kultur-, samfunds-, och demokratiminister                                             |                      | Alice Bah Kuhnke*              | 3 oktober 2014       | 21 januari 2019      | Miljöpartiet         | [ 8 ] [ 15 ]         |                      |                      |                      |
| Arbetsmarknadsdepartementet                                                           |                      |                                |                      |                      |                      |                      |                      |                      |                      |
| Arbetsmarknadsminister                                                                |                      | Ylva Johansson*                | 3 oktober 2014       | 25 maj 2016          | Socialdemokraterna   | [ 8 ]                |                      |                      |                      |
| Arbetsmarknads- och etableringsminister                                               |                      | Ylva Johansson*                | 25 maj 2016          | 21 januari 2019      | Socialdemokraterna   | [ 9 ]                |                      |                      |                      |

1) I regeringen Löfven I bar Miljöpartiets kvinnliga språkrör den ceremoniella titeln "vice statsminister" men var inte statsministerns ställföreträdare. Ställföreträdaren under hela mandatperioden var Margot Wallström (S).

### Fakta och statistik
Siffrorna nedan avser regeringens sammansättning vid tillträdet den 3 oktober 2014.
- Antal statsråd: 24 (inkl. statsministern)[16]
- Antal kvinnor: 12[16]
- Antal män: 12[16]
- Medelålder: 45,4[16]
- Yngsta statsråd: Aida Hadzialic (27 år)[16]
- Äldsta statsråd: Kristina Persson (69 år)[16]
- Antal kvinnliga departementschefer: 6
- Antal manliga departementschefer: 5
- Antal utlandsfödda statsråd: 4[16]

### Ministerförändringar

#### Mehmet Kaplan
Den 18 april 2016 meddelade statsminister Stefan Löfven vid en presskonferens att statsrådet Mehmet Kaplan hade begärt entledigande från alla sina uppdrag i regeringen. Statsministern hade omedelbart godkänt begäran. Kaplan hade samma månad uppmärksammats för att bland annat ha deltagit på en middag med företrädare för den turkiska fascistiska organisationen Grå vargarna, och för att ha jämfört Israels politik mot Palestina med den som nazisterna förde mot judar under andra världskriget. Statsministern Löfven meddelade att han i samråd med Kaplan hade gjort "den samlade bedömningen att hans agerande i förhållande till externa politiska och religiösa organisationer har lett till en diskussion som står i vägen för hans arbete som statsråd".

#### Regeringsombildningen den 25 maj 2016
I maj 2016 meddelade statsminister Löfven att han avsåg att ombilda regeringen samma månad. Vid en presskonferens den 25 maj presenterade Löfven tre nya ministrar: Peter Eriksson (mp) med titeln bostads- och digitaliseringsminister, Karolina Skog (mp) med titeln miljöminister och Ann Linde (s) med titeln EU- och handelsminister. Samtidigt avgick statsråden Kristina Persson och Åsa Romson. Tre statsråd fick utökade uppgiftsområden: Isabella Lövin bytte titel till "Minister för internationellt utvecklingssamarbete och klimat samt vice statsminister", Ylva Johansson till "Arbetsmarknads- och etableringsminister" och Ibrahim Baylan till "Samordnings- och energiminister".

#### Aida Hadzialic
Den 13 augusti 2016 meddelade Aida Hadzialic vid en presskonferens att hon skulle avgå som statsråd. Anledningen var att hon dagen innan hade fastnat i en poliskontroll vid Öresundsbron där det upptäcktes att hon hade 0,2 promille alkohol i blodet. Statsministern skrev i en skriftlig kommentar till TT att "Jag delar hennes bedömning om allvaret i situationen. Jag är ledsen över att förlora en uppskattad kollega och ett framgångsrikt statsråd".

#### Regeringsombildningen den 27 juli 2017
I juli 2017, efter uppmärksamheten kring Transportstyrelsens IT-upphandling, ombildade statsminister Löfven regeringen till följd av hot från Alliansen och Sverigedemokraterna om misstroendeförklaring mot Anna Johansson, Anders Ygeman och Peter Hultqvist. Anna Johansson och Anders Ygeman lämnade regeringen, liksom Gabriel Wikström som entledigades av hälsoskäl. Morgan Johansson tog över Anders Ygemans portfölj och släppte migrations- och civilrättsfrågorna till Heléne Fritzon som utsågs till biträdande justitieminister och migrationsminister. Tomas Eneroth efterträdde Anna Johansson som infrastrukturminister. Annika Strandhäll tog över Wikströms portfölj och fick titeln "socialminister".

## Regeringens politik

### Regeringsförklaringar

#### 2014

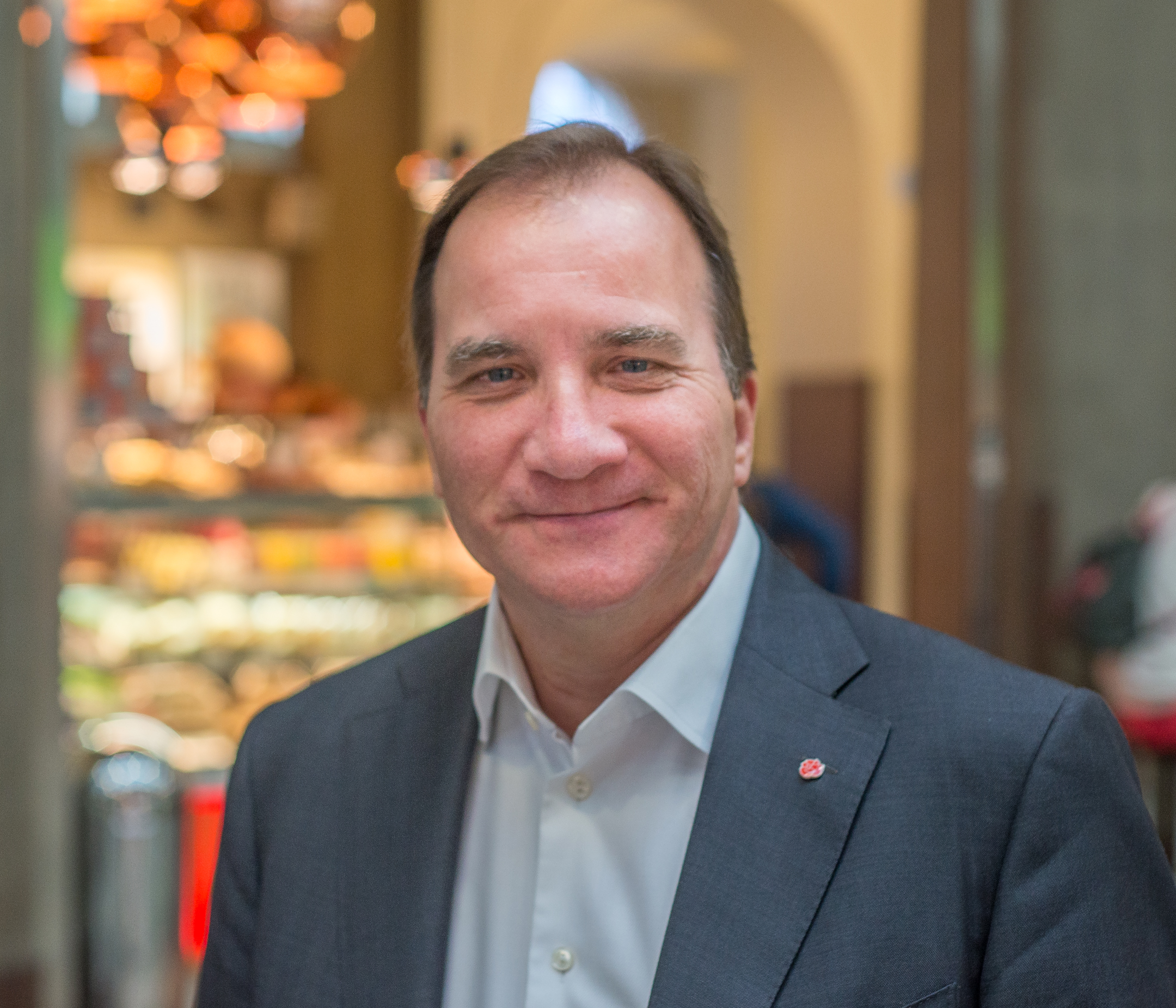
Statsminister Stefan Löfven.

I sin första regeringsförklaring deklarerade statsminister Löfven bland annat att regeringen avsåg att Sverige ska ha lägst arbetslöshet i EU 2020. Regeringen manade även till breda kompromisser mellan riksdagspartierna i viktiga frågor: "Vi kommer att söka breda uppgörelser i riksdagen för att säkra centrala politiska reformer [...] Vår vilja till sammanhållning och samarbete i svåra stunder har gång på gång säkrat ett bättre samhälle för kommande generationer".

#### 2015
I sin andra regeringsförklaring pratade Löfven bland annat om de investeringar regeringen har genomfört: "Sverige ska vara ett land i arbete. Investeringar görs nu i nya bostäder och infrastruktur, i företagande och på att utbilda människor till jobb. Så pressas arbetslösheten tillbaka. De stora behoven i svensk skola möts nu med investeringar i lärarkåren, fler anställda, mindre barngrupper och i en jämlik skola. Så kan kunskapsresultaten höjas. Klimatomställningen skyndas nu på för att det är nödvändigt för planetens framtid och för att det stärker vår konkurrenskraft och livskvalitet. Så tar vi täten i klimatarbetet". Löfven tog även upp de ansträngningar som uppkommit på grund av det snabbt ökade asyltrycket och presenterade bland annat en satsning på svenskundervisning på flyktingboenden. Avslutningsvis talade Löfven om sin vision om "ett samhälle som håller ihop och där människor finns till för varandra".

### Uppfyllande av vallöften
Följande lista ger exempel på vallöften från de båda partierna och anger om regeringen lyckades, delvis lyckades eller inte lyckades uppfylla dem enligt tidningen Metros klassificering.
| Parti        | Löfte                                       | Resultat        |
| ------------ | ------------------------------------------- | --------------- |
| (s)          | 250 000 bostäder till 2050                  | Uppfyllt        |
| (s)          | 32 000 nya traineearbeten                   | Ej uppfyllt     |
| (s)          | 90-dagars jobbgaranti                       | Uppfyllt        |
| (s)          | EU:s lägsta arbetslöshet till 2020          | Ej uppfyllt     |
| (s)          | Avskaffa Fas 3-jobb                         | Uppfyllt        |
| (s)          | Öka antalet "pappamånader"                  | Uppfyllt        |
| (s)          | Högst 15 barn per grupp i förskolan         | Delvis uppfyllt |
| (s)          | Höj tak i a-kassan                          | Uppfyllt        |
| (s)          | Avskaffa bortre parentes i sjukförsäkringen | Delvis uppfyllt |
| (s)          | Höj krogmoms till 25 procent                | Ej uppfyllt     |
| (s)          | Stopp för vinstjakt i skolan                | Delvis uppfyllt |
| (s)          | Allmän värnplikt                            | Uppfyllt        |
| (mp)         | Införa ett klimatpolitiskt ramverk          | Uppfyllt        |
| (mp)         | Kortare arbetsvecka                         | Ej uppfyllt     |
| (mp)         | Stoppa förbifart Stockholm                  | Ej uppfyllt     |
| (mp)         | 50 procent ekologisk mat i offentlig kök    | Delvis uppfyllt |
| (mp)         | Flera kärnkraftsreaktorer ska stängas       | Uppfyllt        |
| (mp)         | Lägg ned Bromma flygplats                   | Ej uppfyllt     |
| (mp)         | Stoppa Vattenfalls kolgruvor i Tyskland     | Ej uppfyllt     |
| (mp)         | Utsläppsrätter ska inte säljas              | Uppfyllt        |
| (mp)         | Stärkt asylrätt                             | Ej uppfyllt     |
| (mp)         | Införa friår på nytt                        | Ej uppfyllt     |
| (mp)         | Läsa-skriva-räkna-garanti för skolelever    | Ej uppfyllt     |
| (s) och (mp) | Förstatliga järnvägsunderhållet             | Ej uppfyllt     |

### Terrordådet i Stockholm april 2017
Den 7 april klockan 14:53 fick polisen i Stockholm ett larm om att ett fordon kört på flera människor på den centrala gågatan Drottninggatan i Stockholm med totalt 4 dödsoffer som följd (uppgifter från den 17 april). Kaos utbröt i centrala Stockholm efter att polisen beordrat en omedelbar utrymning av stadskärnan. Tunnelbana och bussar slutade helt att gå och flera människor blev strandsatta på arbetsplatser och i skolor. Stefan Löfven kommenterade direkt händelserna efter att ha deltagit i en minnesceremoni för de omkomna och skadade efter Skolattacken i Trollhättan. Till de mötande reportrarna svarade Löfven: "Sverige har blivit attackerat. Allt tyder på att det här är ett terrordåd. [...] nu tänker vi på offren och deras familjer, nära och kära". Den 18 april var det planerat att Socialdemokraternas kongress i Göteborg skulle börja, där ett traditionsenligt tal av partiledaren skulle hållas av Löfven. Statsministern valde dock istället att återvända till Stockholm för att visa sitt stöd för de insatser som pågick.
Statsministern höll senare på kvällen en presskonferens där han höll ett känslosamt tal: "Vi har i dag blivit utsatta för en fruktansvärd attack i hjärtat av vår huvudstad. En lastbil körde klockan 14.53 in på Drottninggatan i Stockholm, och vidare in i Åhléns varuhusbyggnad. Vi vet att fyra personer är döda. Många fler är skadade. Ett helt land är samlat, i sorg, vrede och beslutsamhet. [...] Jag vill först rikta mig direkt till er som idag sörjer någon ni har förlorat, eller oroas över någon som är skadad. Ni ska veta att hela Sverige är med er. [...] Vi vet att vår fiende är sådana här avskyvärda mördare – inte varandra. Vi kommer jaga er med all kraft som finns i Sverige. Vårt budskap kommer alltid vara klart: Ni [terroristerna] kan inte kuva oss. Ni kan inte styra våra liv. Ni kommer aldrig att vinna." 
Löfvens agerande efter attacken hyllades av många. I en undersökning begärd av SVT ansåg 62 % att de var nöjda med Löfvens insats. Löfvens förtroende steg från 26 % till 37 % i samma mätning jämfört med en tidigare liknande. I en opinionsmätning av Sifo som till hälften var gjord efter dådet ökade Socialdemokraterna 1,9 procentenheter till 29,9 %, men med hela 4 procentenheter från 28 % till 32 % bland de svarande efter terrordådet. Flera medier hyllade också statsministern, bland annat av den amerikanska tidningen New York Times. Expressens ledarskribent Torbjörn Nilsson skrev en debattartikel med titeln "Den nya Stefan Löfven är född" där han skrev att "Stefan Löfven har gjort avtryck som för alltid kommer forma bilden av honom som politiker."

### Utrikespolitik

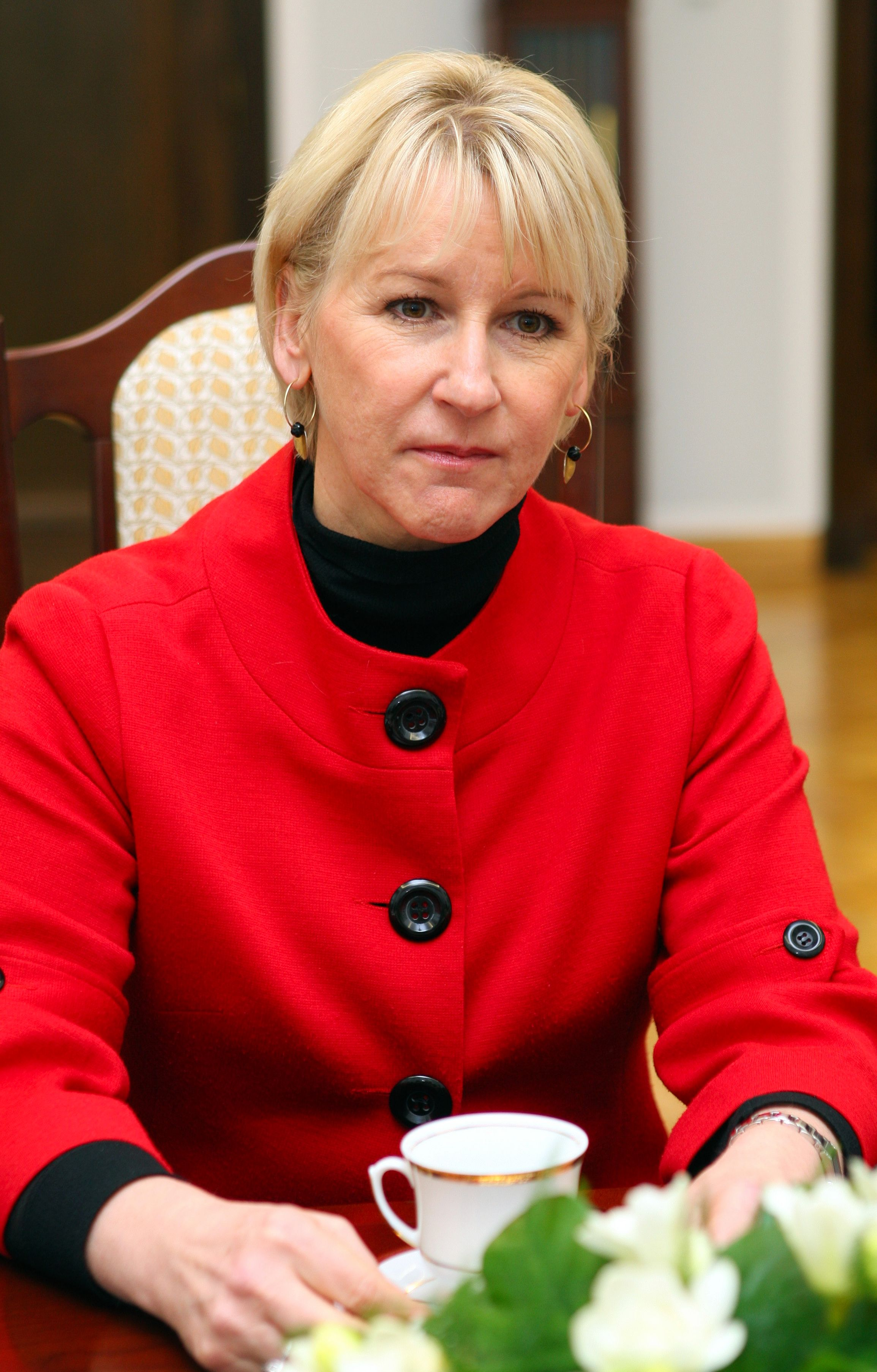
Utrikesminister Margot Wallström.

Den 3 oktober 2014 meddelade utrikesminister Margot Wallström att Sverige ska ha en feministisk utrikespolitik: "Kvinnor, fred och säkerhet är teman som man kommer höra från mig [Wallström]".
Den 30 oktober 2014 erkände Sverige officiellt staten Palestina vilket mötte hård kritik från många av oppositionspartierna. Även staten Israel reagerade negativt på beskedet och skickade temporärt hem sin ambassadör från Sverige.
I mars 2015 meddelade regeringen att man avsåg att säga upp det kontroversiella avtalet med Saudiarabien gällande vapenhandel (ofta kallat för Saudiavtalet), en fråga som var särskilt viktig inom Miljöpartiet. Beslutet mötte kritik från flera näringslivstoppar. Den 20 mars samma år riktade Margot Wallström kritik mot att Saudiarabien tillämpar halshuggning som påföljd i landets rättssystem. Wallström sa bland annat att "Min uppfattning är att det är ett medeltida straff". Wallströms uttalande kritiserades hårt av oppositionspartier och av landet Saudiarabien som bland annat stoppade Wallströms planerade tal inför Arabförbundet, och landet kallade även hem sin ambassadör från Sverige. Den 26 mars skickade dock Saudiarabien tillbaka en ambassadör till Sverige. Trots kritiken blev Wallström hyllad av flera internationella medier för sitt uttalande, bland annat av den amerikanska tidningen Washington Post.
Den 15 januari 2016 meddelade utrikesdepartementet att Sverige inte erkänner Västsahara, som Marocko har ockuperat sedan 1975. Detta trots att båda regeringspartierna hade röstat för ett Riksdagsbeslut om att landet ska erkännas. Bedömare trodde att beslutet hade påverkats av situationen med marockanska gatubarn i svenska städer, etableringen av IKEA-varuhus i Marocko samt regeringens önskan om en svensk plats i FN:s säkerhetsråd.
Den 21 mars 2016 antog regeringen en ny strategi för FN:s livsmedelsorgan WFP. Strategin innebar bland annat ökad upphandling i närområdet inom ramen för strategin, användning av kontaktkort och ett nytt miljöledningssystem.
Den 28 juni 2016 valdes Sverige in i FN:s säkerhetsråd, något som regeringen har strävat sedan sitt tillträdande.
Den 25 augusti 2016 besökte Förenta Staternas vicepresident Joe Biden Sverige. Ämnen som togs upp i överläggningarna mellan Biden och den svenska regeringen var bland annat flyktingsituationen och Rysslands utrikespolitik. På en efterföljande konferens sa Biden: "Ingen ska kunna missförstå, varken herr Putin eller någon annan, att detta är okränkbart territorium. Punkt. Punkt."
I april 2017 deltog Sverige i FN:s ekonomiska och sociala råd (ECOSOC) omröstning när Saudiarabien skulle röstas in i kvinnokommissionen (CSW), men regeringen vägrade till skillnad från Belgien att redovisa hur man röstat.
Hösten 2017 publicerades ett klargörande av vad som menas med och vad som på tre år har åstadkommits inom den feministiska utrikespolitiken.

#### Biståndspolitik
Miljöpartiets Isabella Lövin utsågs till biståndsminister i regeringen Löfven den 3 oktober 2014.
I juni 2015 presenterade biståndsministern regeringens strategi för att stärka sexuella och reproduktiva rättigheter i Afrika söder om Sahara. Strategin fick en budget på över en miljard svenska kronor. Biståndsministern engagerade sig även för tillgången till barnmorskor, bl.a. genom den svenska kampanjen Midwives4All och talade på RFSU:s Barnvagnsmarschen i Stockholm i mars 2016.
Biståndsministern ökade Sveriges bidrag till miljö och klimat genom att öka Sveriges stöd till Gröna Fonden till 4 miljarder. Fonden instiftades 2011 och är en del av FN:s arbete att stärka miljö och klimat-arbete i utvecklingsländer . Fonden har även lyfts fram som ett viktigt instrument för att få på plats ett globalt bindande klimatavtal i Paris. 
Biståndsministern delade efter 2015 ordförandeskapet med Momodu Lamin Kargbo för Internationella Dialogen för Fredsbyggande och Statsbyggande, ett initiativ för att stärka det konfliktförebyggande arbetet i det internationella utvecklingssamarbetet. I dialogen deltar de mest konfliktdrabbade staterna, för att diskutera hur konflikter kan förebyggas.  På Internationella Dialogens möte i Stockholm i april 2016 antogs Stockholmsdeklarationen "Addressing Fragility and Building Peace in a Changing World" , som berömts av bl.a. Hans Rosling. 
I budgetpropositionen 2016 presenterade regeringen ett extra tillskott på 886 miljoner kronor till biståndet för ökade satsningar på Syrienkrisen, klimatet och det humanitära arbetet.

##### Avräkningar på biståndet
Den föregående regeringen, Regeringen Reinfeldt, hade sedan budgeten för 2012 avräknat Migrationsverkets kostnader för asylmottagning från biståndsbudgeten. År 2014 var det 4 miljarder kronor. Inför Riksdagsvalet i Sverige 2014 var Miljöpartiet det parti som ville sänka den andelen allra mest, men i de rödgrönas budget 2015 var kostnaden 8,4 miljarder kronor (21 %). 2016 var den 8,2 miljarder kronor (19 %). Biståndsminister Isabella Lövin kommenterade det med "Jag skulle önska att vi kunde göra på ett annat sätt men nu är det här en politisk realitet och vi har en begränsad statsbudget."
Enligt en modell fördes det över en kostnad på 499 kronor för en enda asylsökande ett enda dygn från biståndsbudgeten. Det är i storleksordning med Röda korsets matpaket som kostar 385 kronor men som räcker till en hel flyktingfamilj under en hel månad. Biståndsminister Isabella Lövin menade att det var moraliskt försvarbart att ta pengar från biståndsbudgeten för att finansiera flyktingmottagning i Sverige: "Det är en princip som grundar sig i det faktum att människor som flyr för sina liv, som är i desperata situationer, att man kan hjälpa dem." Om denna modell fortsatt gälla hade ca 50 % av det svenska biståndet gått till flyktingmottagande, men i november 2015 meddelade Lövin att regeringen kommit överens om ett tak på max 30 % avräkningar för 2016.
Modellen med avräkningar på biståndet har kritiserats av både biståndsorganisationer och Förenta Nationerna för att få allvarliga konsekvenser för fattiga människor i världen och istället förvärra situationen på lång sikt.
I vårpropositionen 2016 föreslog regeringen att biståndet skulle minskas med fyra miljarder, i syfte att finansiera ökade utgifterna på grund av de ökade flyktingströmmarna.
2016 beslutade regeringen att minska redan utlovade biståndspengar till Globala fonden mot aids, tuberkulos och malaria med 300 miljoner kronor. 159 hjälporganisationer undertecknade ett protestbrev och Globala fonden uppskattade att neddragningen motsvarade 20 000 dödsfall och att 800 000 fler personer skulle smittas av HIV, TBC och malaria. När budgeten lades fram våren 2016 togs 28 % av biståndsbudgeten för att finansiera flyktingmottagandet, en andel som var den högsta i EU. Den höga andelen kritiserades av föreningen Concord med över 50 civilsamhällesorganisationer och med fokus på minskad fattigdom. Enligt biståndsministern var det svenska bidraget under denna avtalsperiod (2014-2016) trots detta 200 miljoner högre än under tidigare avtalsperiod.
Pengar från biståndet har även, via Dag Hammarskjölds minnesfond, enligt flera oberoende bedömare gått till att köpa röster för att Sverige ska få en plats i FN:s säkerhetsråd. Pengarna gick till restaurangbesök, hotell och flygbiljetter till 27 FN-ambassadörer. Utrikesminister Margot Wallström svarade att inga biståndsmedel använts inkorrekt, utan att FN-ambassadörerna bjöds in som en del av fondens ordinarie verksamhet. UD menade också att Sveriges kandidatur till säkerhetsrådet var kostnadseffektiv i jämförelse med konkurrenterna.

#### Politik inom EU
I samband med de stora flyktingströmmarna i EU mellan 2014 och 2016 har den svenska regeringen återkommande krävt att andra länder inom unionen ska ta emot fler flyktingar. Regeringen har motiverat detta med att asyltrycket blir orimligt mot ett enskilt land som Sverige om inte andra länder tar emot fler flyktingar.
Efter terrordåden i Paris i november 2015 uttryckte statsminister Stefan Löfven sin sorg och medkänsla för de drabbade. I en kommentar sa han bland annat: "I dag sörjer Sverige med det franska folket [...] Vi tänker på offren och deras anhöriga. Vi tänker på föräldrar som har förlorat sina barn, på barn som har förlorat sina föräldrar". Han betonade också sin avsky mot dåden och sa "De terroristattacker som vi har bevittnat är präglade av ett vidrigt hat och förakt mot människovärdet". Löfven sammankallade samma dag sitt säkerhetspolitiska råd tillsammans med Rikspolischefen Dan Eliasson och Säpochefen Anders Thornberg för diskussioner kring säkerhetsläget i Sverige. Löfven uttryckte dock att terrorhotet mot Sverige inte bedömdes öka med anledning av attacken: "[...] Säpo har inte höjt hotbilden, vi har inget ökat hot mot Sverige".
Regeringen har ställt sig positiv till det frihandelsavtal (TTIP) som pågående förhandlas mellan EU och USA. Regeringen har dock betonat att man vill att avtalet inte ska inskränka svensk arbetsrätt och arbetsmarknadsregler.
Under de förhandlingar som pågick mellan Storbritannien och EU om Storbritanniens fortsatta medlemskap i unionen ställde sig regeringen positiv till att Storbritannien skulle stanna i EU. Regeringen accepterade regeringen de krav som Storbritannien ställde gällande bland annat att landet skulle undantas på krav att tillgodose heltäckande välfärd för flyktingar. Efter att Storbritannien i en folkomröstning beslutade att lämna EU uttryckte statsminister Löfven önskan om landet snabbt skulle lämna unionen.
Efter terrordåden i Bryssel i mars 2016 kallade statsminister Löfven regeringen till ett krismöte med anledning av attentatet. Vid en presskonferens samma dag kallade Löfven dådet för "[en] attack mot det demokratiska Europa". Löfven sa bland annat även att regeringen kan ta till åtgärder för att förebygga terrordåd i Sverige: "Jag vill meddela till svenska folket att vi [regeringen] kommer att gör allt som krävs [...] för att detta inte ska hända här.". Samtidigt flaggade Löfven för att Sverige kan bistå Bryssel i eventuella framtida bekämpning av terrorism. Dagen efter dådet besökte Stefan Löfven och vice statsminister Åsa Romson Belgiens ambassad i Stockholm där de bland annat skickade sina kondoleanser till Belgiens folk och regering.

### Utbildningspolitik

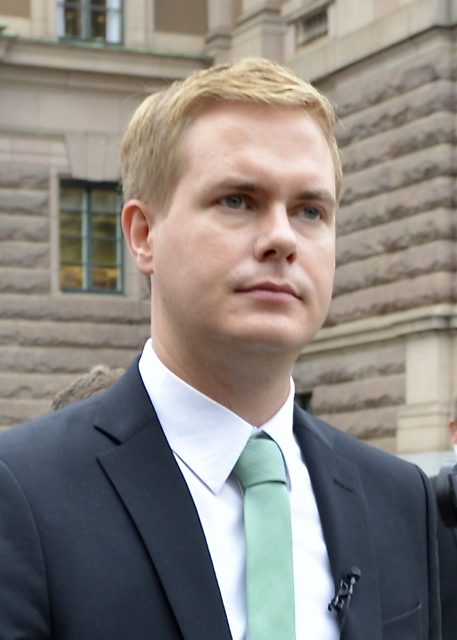
Utbildningsminister Gustav Fridolin.

#### Förskolepolitik
I budgetpropositionen 2016 fanns 415 miljoner kronor öronmärkta för mindre barngrupper, och dessutom 830 miljoner årligen från 2016 till 2018. Regeringen gav även Skolverket i uppdrag att ta fram riktlinjer utifrån forskning i syfte att minska barngrupperna i förskolan.
Den 28 april beslutade regeringen att ge Skolverket i uppdrag att i samarbete med Universitets- och högskolerådet, UHR, genomföra en informationskampanj om lärar- och förskolläraryrkena samt lärar- och förskollärarutbildningarna.
Den 12 maj 2016 meddelade regeringen att utöka den svenska läroplanen med nya avsnitt om förskoleklassen och fritidshemmen, med syfte att tydliggöra förskoleklassens och fritidshemmens syfte, uppdrag och innehåll.
Den 22 beslutade regeringen att ge Skolverket i uppdrag att ta fram kompetensutvecklingsinsatser riktade till förskolans personal. Skolverket fick också i uppdrag att svara för fortbildning av förskollärare och skolbibliotekarier i språk-, läs- och skrivutveckling med fokus på kollegialt lärande.

#### Grundskolepolitik
Den 11 februari 2015 meddelade regeringen att man hade nått en uppgörelse med de fyra borgerliga oppositionspartierna gällande betyg från fjärde klass. Uppgörelsen innebar att betyg från fjärde klass införs i en begränsad mängd skolor på försök.
Regeringen presenterade 2015 satsningen Lärarlönelyftet i syfte att höja lönerna för särskilt skickliga lärare. Reformen innefattar en satsning på drygt 3 miljarder kronor och förväntas träda i kraft hösten 2016.
Den 29 september meddelade regeringen att man ger Skolverket i uppdrag att ta fram en ny it- och digitaliseringsstrategi för det digitala arbetet i skolan. Uppdraget innebar även att utreda hur programmeringsundervisning ska introduceras i svensk skola.
Den 14 december 2015 meddelade regeringen att man tagit beslut om att Skolverket ska ansvara för genomförandet av fortbildning i specialpedagogik. Satsningen innebar att mellan 30 000 och 50 000 lärare skulle utbildas för att undervisa elever i behöv av specialpedagogiskt stöd. Syftet med förändringen var att stärka den specialpedagogiska kompetensen generellt i skolan.
I budgetproposition 2016 föreslog bland annat regeringen: Satsningar på resurser till skolor i utsatta områden och tidigare insatser i skolan; förstärkningar av elevhälsan; ett nationellt skolutvecklingsprogram; upprustning av skollokaler. Den 22 februari 2016 presenterade regeringen den utbildningspolitiska delen av etableringspaketet för flyktingar. De åtgärder som presenterades handlade bland annat om att kartlägga nyanlända elevers kunskaper, studiehandledning på modersmål och en individanpassad SFI-utbildning.
Den 3 mars 2016 beslutade regeringen om utökad undervisningstid för matematik i grundskolan från och med den 1 juli 2016. Förslaget innebär att den totala undervisningstiden utökas med 105 timmar i grundskolan.
I april 2016 beslutade regeringen om en förordning som innebär att skolhuvudmän som gör insatser enligt särskilda överenskommelser få ytterligare statsbidrag för att inrätta karriärsteg i form av förstelärare och lektorer. Förslaget innebär även att statsbidrag även kan lämnas för insatser för personer i ledande befattning.
Den 27 juni 2016 öppnade gymnasieminister Aida Hadzialic för att förbjuda religiösa friskolor.
Den 6 december 2016 publicerade ministrarna Gustav Fridolin, Anne Ekström och Helene Hellmark Knutsson en debattartikel där de la fram förslag för att minska kunskapsklyftorna i skolan. De föreslagna åtgärderna var bland annat låta skolkommissionen forska om orsaker och åtgärder för att minska klyftorna i undervisningen, och att en mer statlig kontroll på sikt ska stärka undervisningen i skolan. Ministrarna menade också i artikeln att regering ska lägga fram förslag "[för] att långsiktigt stärka undervisningen i skolan.
Regeringen har även skickat ett förslag obligatorisk gymnasiegång till remissinsatser med svar senast i mars 2017.

#### Gymnasiepolitik
I budgetpropositionen 2016 föreslog regeringen: Rätt för alla till utbildning på komvux från och med 2017; förstärkta satsningar på gymnasiala yrkeslärare; utveckling av det gymnasiala arbetsplatsförlagda lärande; insatser för att öka intresset för gymnasiala tekniska- och yrkesutbildningar.

#### Politik för högre utbildning och forskning samt allmänbildning
Den 11 september 2015 meddelade regeringen att man kommer presentera och avsätta pengar till ett nationellt program för proteinforskning, metodutveckling och produktion av biologiska läkemedel. Satsningen uppgick till flera miljarder.
Den 23 november 2015 meddelade regeringen att Universitets- och högskolerådet, UHR, får i uppdrag av regeringen att utreda hur en försöksverksamhet med en särskild valideringsinsats inom högskolan och yrkeshögskolan kan utformas.
I budgetproposition 2016 föreslog bland annat regeringen: Satsningar på komvux och yrkesvux; ökning av antal platser inom folkhögskolans allmänna kurs till 2000 nya platser; ökning av antal platser till 1000 platser inom folkhögskolans allmänna och särskilda kurser.
Den 22 mars 2016 meddelade regeringen att man beslutat om en proposition som bland annat går ut på att nomineringsgruppens sammansättning förändras och att lärare och studenter i fortsättningen ska utse ledamöter till styrelsen. Nomineringsprocessen ska också för en jämn representation mellan kvinnor och män i lärosätenas styrelser.
I vårpropositionen föreslog regeringen flera utbildningspolitiska reformer: Förslag om att Folkbiblioteken ska tillföras 10,5 miljoner kronor; förslag om ett stöd för skollokaler på 100 miljoner kronor 2016 till de kommuner som tagit emot ett stort antal eller en stor andel nyanlända elever; att Forum för levande historia tillförs 3,5 miljoner kronor under 2016; att Myndigheten för tillgängliga medier får i uppdrag att utveckla arbetet med att göra lättläst litteratur och samhällsinformation tillgänglig för lässvaga grupper som inte har svenska som modersmål; avsättande av 100 miljoner kronor för en satsning på bland annat ökad kompetens för lärare inom SFI under 2016.
Den 2 juni 2016 presenterade regeringen ett förslag om att tredubbla studiebidraget för långtidsarbetslösa. Förslaget innebar att de som varit arbetslösa mer än sex månader och som är mellan 25 och 56 år kan söka bidraget om de inte har grundskole- eller gymnasieutbildning.

### Försvarspolitik

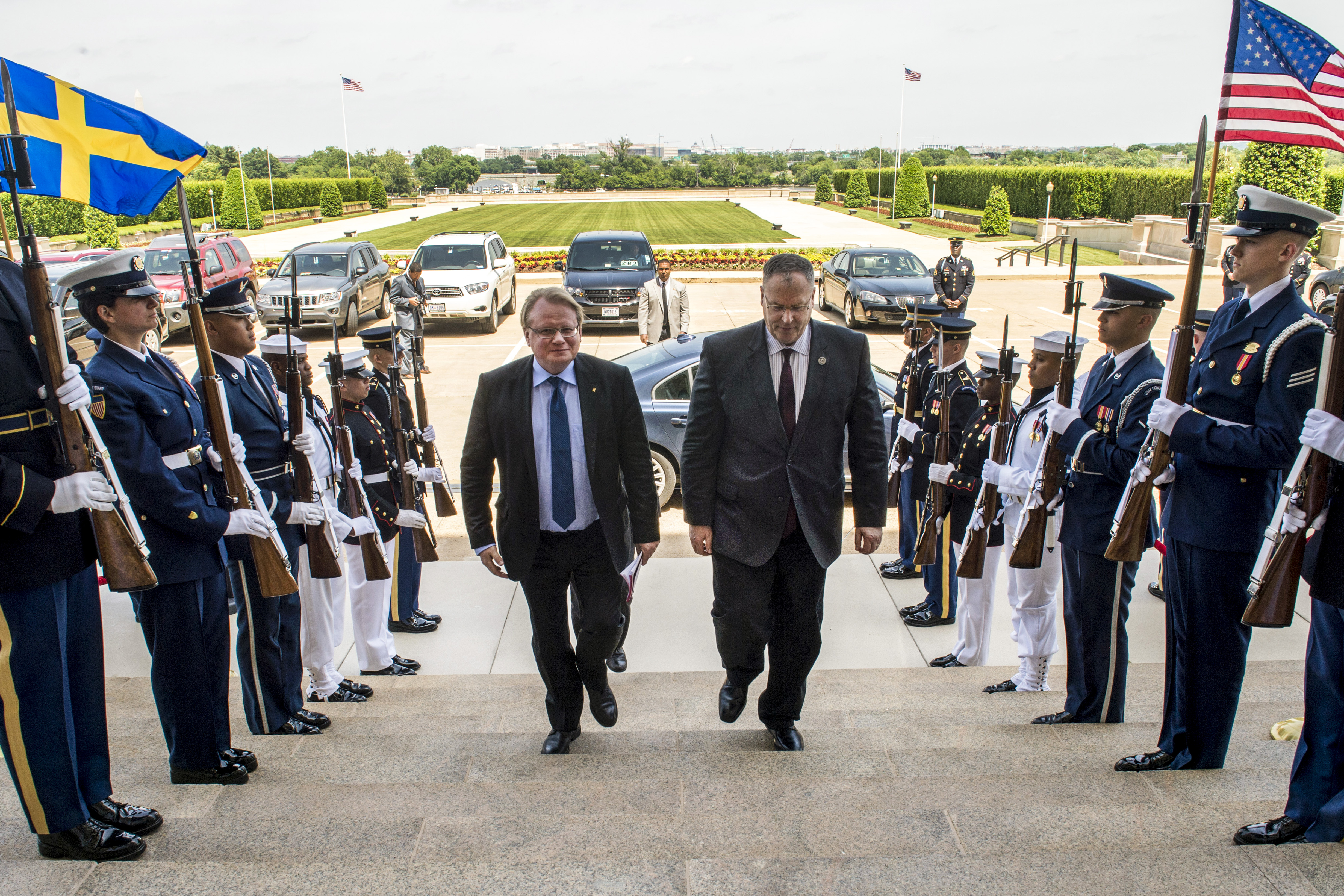
Försvarsminister Peter Hultqvist och USA:s försvarsminister, Robert O. Work.

Den 17 april slöt regeringen en överenskommelse med oppositionen gällande försvaret. Detta innebär att anslagen till försvaret höjs med drygt tio miljarder under perioden 2016-2020. Utöver detta finns även tidigare aviserad satsning på 7 miljarder åt försvaret.
Regeringen bestämde den 2 mars att den allmänna värnplikten skulle återinföras den 1 januari 2018. 
Som kommentar på att svenskt luftrum flera gånger har kränkts mellan år 2010 och 2015 svarade Peter Hultqvist i en intervju den 16 september att: "Vi ska ha ökad öppenhet så att människor får reda på vad som händer och sker. Detta är väldigt viktigt mot bakgrund av den ökade övningsverksamheten i Östersjöområdet och vårt närområde".
Under mandatperioden fick regeringen hantera två sannolika men ej konstaterade ubåtskränkningar i Stockholms skärgård 2015 respektive 2018.
Den 23 april 2015 publicerade regeringen en proposition gällande den försvarspolitiska utvecklingen mellan åren 2016 och 2020. I beskrivningen till proposition meddelade regeringen att "propositionen redovisar [...] en inriktning för att stärka den svenska försvarsförmågan och öka den operativa förmågan i krigsförbanden från och med 2016 till och med 2020".
Peter Hultqvist uttryckte i juni 2015 stöd för Sveriges värdlandsavtal med Nato. Den 25 maj 2016 röstade riksdagen förslaget om ett värdlandsavtal varav 291 riksdagsledamöter röstade för och 21 emot.

### Kultur- och demokratipolitik

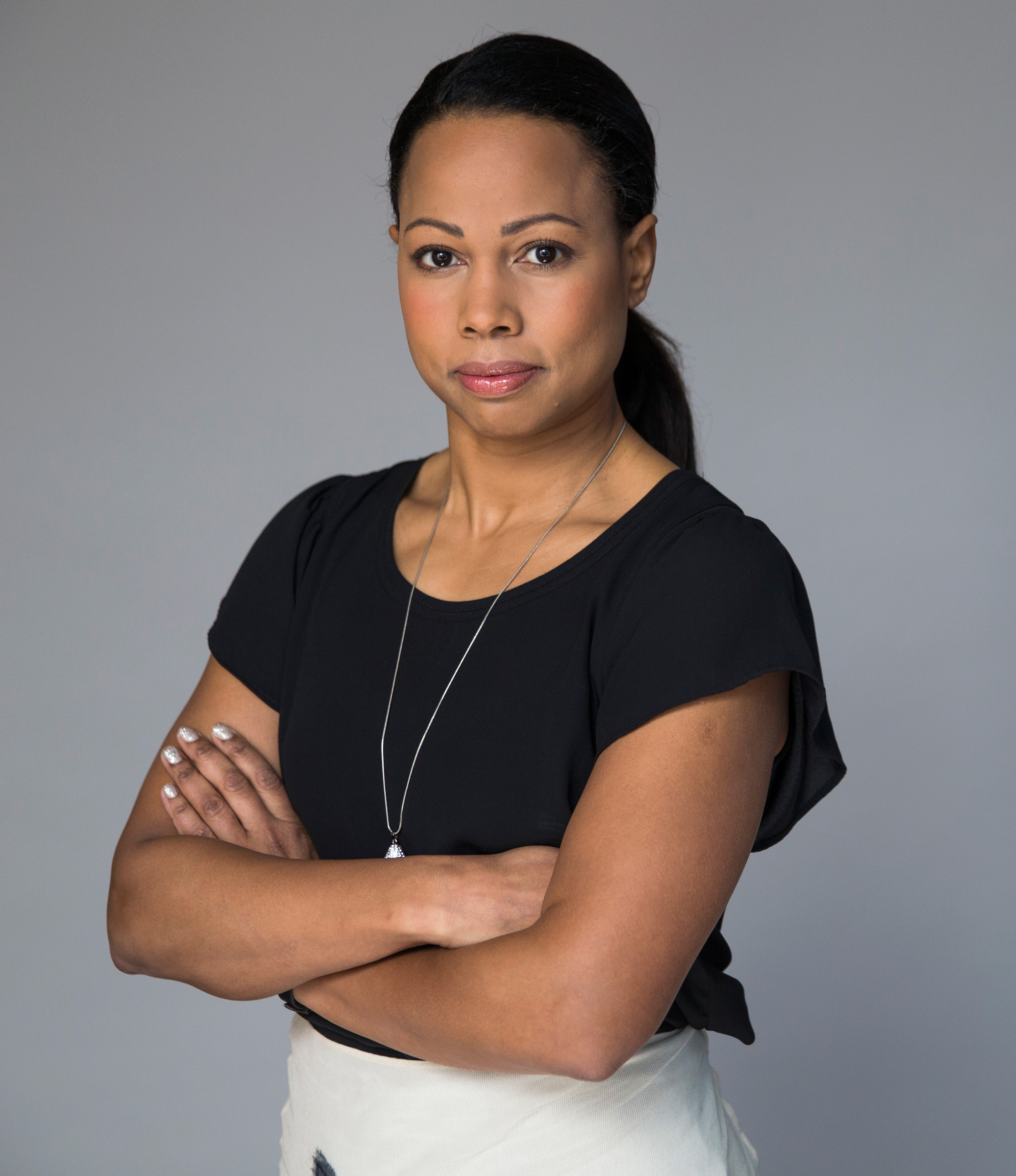
Kulturminister Alice Bah Kuhnke.

Den 8 maj 2015 meddelade kulturminister Alice Bah Kuhnke att det nuvarande filmavtalet som gällt sedan 1960-talet sägs upp 2017. Istället skulle ett nytt avtal införas som innebar en mer statlig styrning av filmmarknaden.
I budgetpropositionen 2016 satsade regeringen 359 miljoner kronor på kultursektorn. Utöver detta aviserade även en satsning på svensk film 2017.
Fritt inträde till statliga museer infördes den 1 januari 2016. Avgiften till Kulturskolan sänktes från och med den 1 januari 2016.
Den 24 februari 2016 meddelade regeringen att Kerstin Brunnberg fick uppdraget att stödja och främja det svenska fristadssystemet för Kulturdepartementets räkning.
Den 10 mars 2016 meddelade regeringen att man skulle satsa 25 miljoner per året 2016–2019, för att stärka mindre biografer i glesbygden och på mindre orter.
Den 18 mars 2016 meddelade regeringen att man gett Arbetsförmedlingen i uppdrag att vidareutveckla arbetet med romsk inkludering i sin verksamhet. Förslaget innebar även att Arbetsförmedlingen årligen ska redovisa vilka åtgärder som vidtagits för att verkställa regeringsuppdraget.
I vårpropositionen 2016 föreslog regeringen att stiftelsen Judiska museet i Stockholm ska få 1,5 miljoner kronor i bidrag 2016 för etableringen av ett nytt svensk-judiskt museum. Regeringen presenterade även en satsning på 31,5 miljoner kronor på satsningar för att motverka på att motverka polarisering, rasism och våldsbejakande extremism.
Den 2 juni 2016 meddelade Kultur- och demokratiminister Alice Bah Kuhnke att hon utsett Hillevi Engström till ny samordnare mot våldsbejakande extremism.
I mars 2017 kritiserade Magnus Ranstorp vid Försvarshögskolan demokratiministerns intervju i SVT Agenda angående hanteringen av återvändare som stridit för Islamiska Staten. Ranstorp menade att demokratiministerns planer reellt sett inte hade genomförts och att återvändare inte följs upp av svenska myndigheter. Ranstorp menade också att frågor kring att hantera återvändare från IS och tillhörande brott mot mänskliga rättigheter inte borde administreras av Kulturdepartementet utan föreslog Justitiedepartementet som sitt alternativ.

### Migrations- och flyktingpolitik
Mycket av regeringen politik handlade om att hantera migrationskrisen i Europa 2015.
Den 1 oktober 2015 meddelade regeringen att man förstärkte den inre utlänningskontrollen i syfte att lättare avvisa flyktingar som inte har rätt att vistas i Sverige.
Den 12 oktober 2015 arrangerade statsminister Stefan Löfven konferensen Sverige tillsammans. Målet med konferensen beskrevs vara att skapa nationell samling bland företag, organisationer, myndigheter och civilsamhälle[2] för att skapa bättre förutsättningar för nyanlända som kom till Sverige.
Den 23 oktober 2015 meddelade regeringen Migrationsöverenskommelsen, en uppgörelse mellan sex av riksdagens åtta partier gällande flyktingpolitiken. Uppgörelsen innebar bland annat en övergång från att ge permanenta uppehållstillstånd till temporära uppehållstillstånd som praxis. Även ett tvingande kvotsystem gällande kommunernas mottagande infördes. Vänsterpartiet och Sverigedemokraterna stod utanför uppgörelsen.
Den 24 november 2015 presenterade regeringen en rad åtgärder för att minska det nationella asyltrycket. Bland annat föreslogs tidsbegränsade uppehållstillstånd för alla skyddsbehövande (förutom kvotflyktingar), ändrade regler för anhöriginvandring och skärpta försörjningskrav. Den nya lagstiftningen syftade enligt regeringen till att minska antal asylsökande till EU:s miniminivå.
Den 17 december presenterade regeringen ett krispaket för att öka antal asylboende. I förslaget kring asylboende ingick bland annat att hisskravet försvinner, att planprocesserna blir enklare och att pengar tillförs till de kommuner som både tar emot flyktingar och bygger boende för dessa.
Den 4 januari 2016 införde Sverige id-kontroller mot gränsen till Danmark. Åtgärden syftade att begränsa antal asylsökande. Trafikbolag som trafikerar mellan Danmark och Sverige fick ansvar att genomföra id-kontroller på sina passagerare. Brott mot detta resulterar i ett vite på 50 000 kronor. Förslaget om id-kontroller mötte kritik från pendlare och tågbolag som trafikerar sträckan Malmö-Köpenhamn.
Den 3 mars 2016 tog regeringen beslut om att rätt till boende och dagersättning ska dras in så snart en asylansökande fått avslag. Flyktingfamiljer med barn var undantagna från dessa nya bestämmelser.
Den 6 april 2016 meddelade regeringen att skulle genomföra ändringar i den fastslagna flyktingpolitiken. De nya förslagen innebar bland annat att: Vissa tillfälliga uppehållstillstånd förlängs till 13 månader så att personer kan omfattas av socialförsäkringsförmåner i Sverige; att personer under 25 år beviljas permanent uppehållstillstånd vid försörjning om de har fullgjort en gymnasieutbildning eller motsvarande; en möjlighet att för anhöriginvandring och för barn att få permanent uppehållstillstånd skulle införas i vissa särskilda fall.
I vårpropositionen 2016 presenterade regeringen flera migrationspolitiska satsningar: Ökade anslag till Migrationsverket  i syfte att hantera det stora antalet asylsökande och för att myndigheten att möta behovet av ett fungerande återvändandearbete, vilket innebar att de kostnaderna för migrationspolitisk ökade med 30 miljarder för 2016; tidiga insatser för asylsökande i syfte att öka etableringen i samhället; ett förslag om att år 2017 ge länsstyrelserna i uppdrag att bland annat samordna och organisera tidiga insatser för asylsökande; att kompetenskartläggning, avseende kartläggning av en nyanländas utbildningsbakgrund och arbetslivserfarenhet, ska kunna erbjudas av Arbetsförmedlingen redan under asyltiden

### Miljö- och klimatpolitik

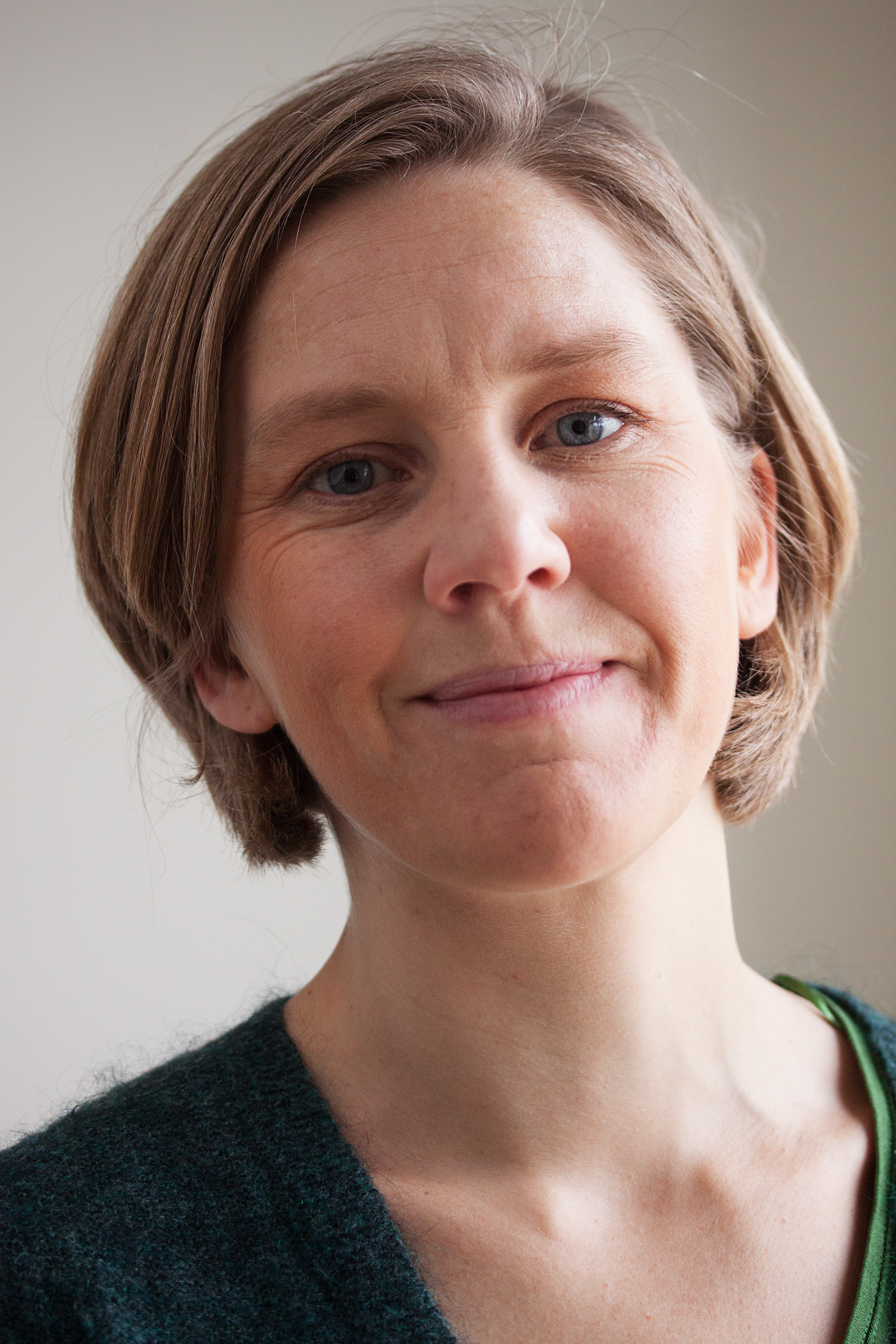
Miljöminister Karolina Skog.

Den 31 augusti 2015 meddelade regeringen att man föreslog nya områden och utvidgning av befintliga områden på Gotland att bli Natura 2000-områden. Bland dessa ingår bland annat Ojnareskogen kring Bästeträsk.
Den 9 september 2015 meddelade regeringen att man skulle införa en ny premie för att stötta marknadsintroduktion av eldrivna bussar. Under 2016 var premien 50 miljoner kronor och för åren 2017-2019 100 miljoner kronor per år.
I vårpropositionen 2015 föreslog regeringen: En höjning av skatten på drivmedel med 55 öre för en liter, 60 öre per liter diesel och med en krona och 18 öre på etanol, förändringen trädde i kraft 1 januari 2016; höjd skatt på naturgrus och bekämpningsmedel; satsning på 460 miljoner till naturvård 2015; 125 miljoner kronor för klimatinvesteringar i kommuner och regioner.
F.d. Klimat- och miljöminister Åsa Romson utsågs till medlare för anpassningsförhandlingarna under klimattoppmötet COP21 i Paris 2015. Förhandlingarna ledde fram till ett globalt avtal gällande den internationella klimatpolitiken.
I budgetpropositionen 2016 lade regeringen 4,5 miljarder kronor på klimatsatsningar, varav drygt en halv miljard prioriterades åt ökad klimatfinansiering i utvecklingsländer. Regeringen satsade även 413 miljoner kronor i budgeten för att nå miljökvalitetsmålet giftfri miljö och föreslog att ett klimatpolitiskt ramverk införs.
Den 9 mars 2016 lämnade Miljömålsberedningen ett betänkande på en regeringsproposition om ett klimatpolitiskt ramverk. Miljömålsberedningen föreslog att ett klimatpolitiskt ramverk med klimatmål till 2045 som innebär att Sverige  inte ska ha några nettoutsläpp av växthusgaser till atmosfären, och en klimatlag som reglerar former för arbetet.
Den 14 mars 2016 meddelade regeringen att man skulle att sänka skatten på miljöbränslet etanol. Förändringen innebar att skatten på bränslet sänktes med 75 öre per liter.
Den 18 mars 2016 meddelade regeringen att man ville inrätta ett centrum för att hjälpa företag och organisationer att fasa ut skadliga kemikalier. Enligt regeringen skulle det föreslagna centrumet finnas på plats innan mandatperioden tar slut år 2018.
Den 2 juni 2016 meddelade regeringen att man sa ja till försäljningen av Vattenfalls brunkolsverksamhet till det tjeckiska bolaget EPH. Samtidigt meddelade man att regeringen skulle köpa utsläppsrätter och annullera utsläppsrätter för över sex miljarder kronor under åren 2018–2040.

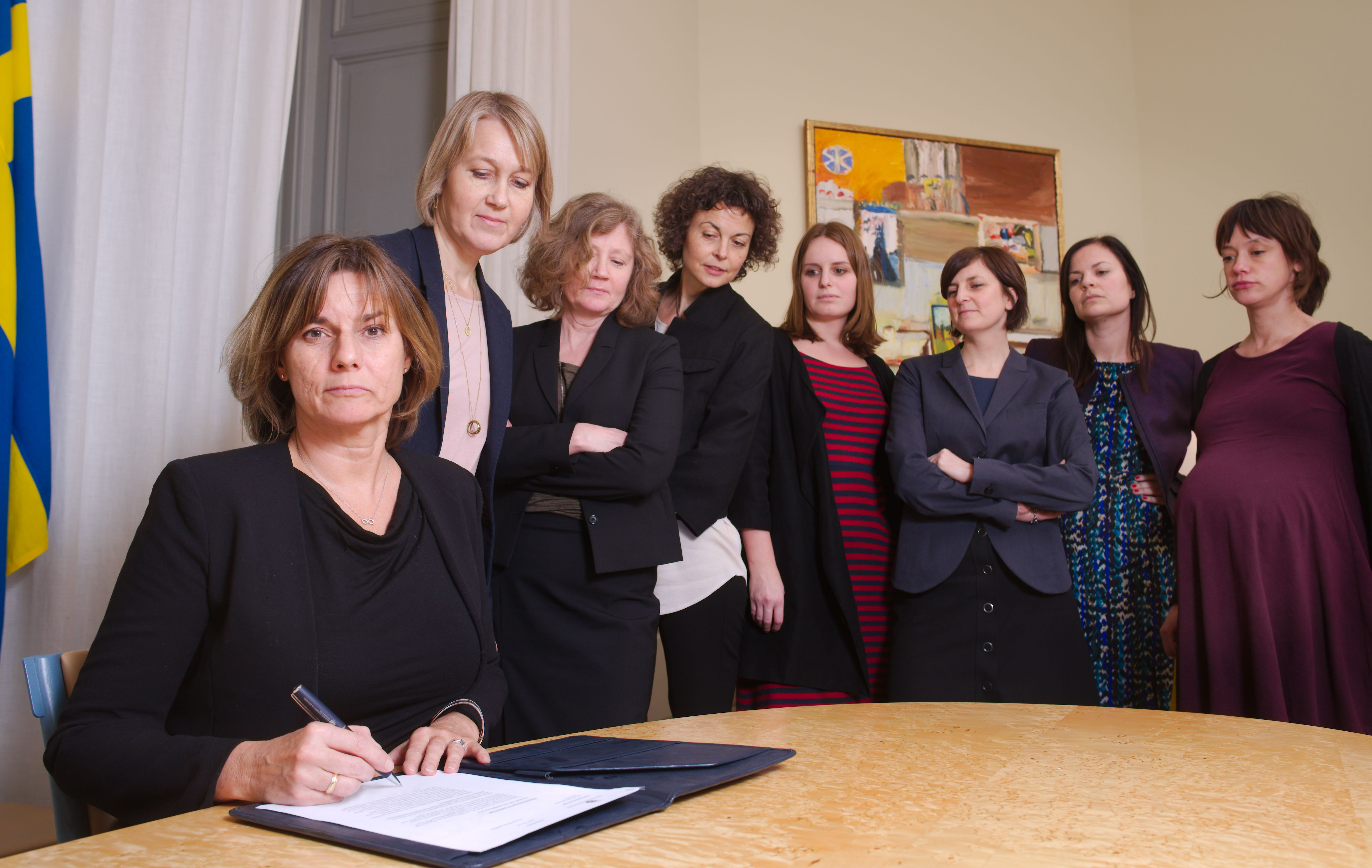
Isabella Lövin undertecknar klimatlagen 2017.

Den 2 februari 2017 meddelade regeringen att man skulle lämna en proposition för en klimatlag till Riksdagen. Klimatlagen betydde att varje kommande regering måste lämna en klimatredovisning och en klimathandlingsplan tillsammans med budgetpropositionen. Klimatlagen var en överenskommelse mellan regeringen, allianspartierna och delvis vänsterpartiet i Miljömålsberedningen. . Undertecknandet blev uppmärksammat i hela världen efter en bild där klimatminister Isabella Lövin undertecknar lagen med bara kvinnor i bilden (se bild till höger). Bilden sågs av medier som en reaktion på USA:s president Trump som bara haft män i bilden när han undertecknat lagar.
Den 24 mars 2017 meddelade regeringen att man ville införa ett Bouns-malus-system för nyregistrerade bilar. Bonus-malus innebar att miljöbilar fick en bonus vid inköpet, medan vanliga bensin- och dieselbilar med högre utsläpp de första tre åren får en höjd skatt. Det största bonusen var på 45 000 kr till bilar helt utan koldioxidutsläpp, och för gasbilar var den maximala bonusen 7 500 kr. 

#### Energipolitik
Vattenfall gjorde markundersökningar på Väröhalvön väster om Ringhals kärnkraftverk med syfte att bygga nya reaktorer för att cirka 2024 ersätta de gamla reaktorerna. Efter en energiöverenskommelse mellan Socialdemokraterna och Miljöpartiet presenterad den 1 oktober 2014 avbröts detta arbete. Samtidigt meddelade den tillträdande regeringen att man inte skulle presentera några konkreta krav på att avveckla kärnkraften. Däremot kom skärpta krav på kärnkraften att införas gällande bland annat hantering av radioaktivt avfall.
Den 22 april 2015 föreslog regeringen beskattning för större solcellsanläggningar. Förslaget mötte kritik från ledarskribenter och forskare.
I vårpropositionen 2015 föreslog regeringen; höjd effektskatt på kärnkraft; satsningar på installation av laddinfrastruktur för elfordon;  150 miljoner kronor för att stimulera utvecklingen av solkraftverk.
I budgetpropositionen 2016 föreslog regeringen satsningar på att energieffektivisera miljonprogrammen.
Den 7 april 2016 meddelade regeringen att lämna förslag på en ny elsäkerhetslag till riksdagen. Lagförslaget innebar att ansvaret för elinstallationsarbete flyttades från den enskilda elinstallatören till företaget.
Den 3 maj presenterade regeringen satsningar för att minska behovet av energi för belysning. Målsättningen var att halvera elbehovet för belysning i Sverige till år 2020.
Den 10 juni 2016 presenterade regeringen och de tre oppositionspartierna Centerpartiet, Moderaterna och Kristdemokraterna en blocköverskridande energiöverenskommelse. Den innebar att Sveriges mål blev att ha 100 procent förnybar elproduktion år 2040, att mer vindkraft och annan förnybar energi skulle byggas genom att stödsystemet förlängdes och ges en ökad ambition, att effektskatten på kärnkraftsel skulle avvecklas successivt och en sänkning av fastighetsskatt på vattenkraft. Förändringarna finansierades av höjd energiskatt. Överenskommelsen innebar också att man inte kommer att forcera en avveckling av kärnkraften med förbud.
Den 21 november 2016 meddelade regeringen man ville ta bort omdebatterade skatten på solel. Förslaget var att sänka skatten från 29,2 till 0,5 öre/kWh den 1 juli 2017 och samtidigt kontakta EU-kommissionen om ett helt borttagande.
Den 28 november 2016 presenterade regeringen att Sverige ska år 2030 ha 50 procent effektivare energianvändning jämfört med 2005. Målet var förhandlat med de tre oppositionspartierna Centerpartiet, Moderaterna och Kristdemokraterna som en tillkommande del av den blocköverskridande energiöverenskommelsen. 

### Socialpolitik

#### Socialförsäkringspolitik
I vårpropositionen 2015 föreslog regeringen en höjning av taket i a-kassan från 680 kronor per person till 910 kronor, reformen trädde i kraft den 7 september 2015 höjt underhållsstöd med 300 kronor per barn från 1 273 kronor till 1 573 kronor, förändringen trädde i kraft i september 2015; och höjt bostadstillägg med 100 kronor i månaden för pensionärer. Förändringen trädde i kraft 1 september 2015.
I budgetpropositionen 2016 presenterade regeringen höjd sjuk- och aktivitetsersättning; höjd grundnivå i föräldraförsäkringen från 225 till 250 kronor på dag, förändringen trädde i kraft den 1 januari 2016; och rtt höjt tak i a-kassan från 18 700 kronor till 25 025 kronor i månaden; att vårdnadsbidraget skulle slopas. Förändringen trädde i kraft den 1 januari 2016; att den så kallade jämställdhetsbonusen i föräldraförsäkringen skulle slopas från och med den 1 januari 2017; höjd maxtaxa för hemtjänst för pensionärer.
Den 1 januari 2016 infördes en tredje så kallad pappamånad efter att riksdagens röstade igenom en regeringsproposition.
Den 1 februari 2016 avskaffades den bortre gränsen i sjukförsäkringen efter ett regeringsbeslut.
Den 20 mars 2016 presenterade regeringen ett förslag om sänkt åldersgräns till 19 år för att ta ut så kallad förtidspension. Förslaget gällde bara för så kallad hel ersättning. Förslaget innebar även förändrade reglerna för unga långtidssjukskrivna.
Den 9 april 2016 presenterade regeringen förändrade regler kring sjukpenningsansvar för arbetsgivare. Förslaget innebar att arbetsgivare kommer att få betala 25 procent av sjukpenningskostnaderna för en anställd vars sjukskrivning överstiger 90 dagar. Arbetsgivaren skulle dock enligt förslaget inte behöva bära kostnader för vanliga enklare sjukfall som i regel inte har något samband med arbetsplatsen. Inkomsterna som staten tjänade på reformen skulle regeringen använda till sänkta generella arbetsgivaravgifter.

#### Folkhälsopolitik

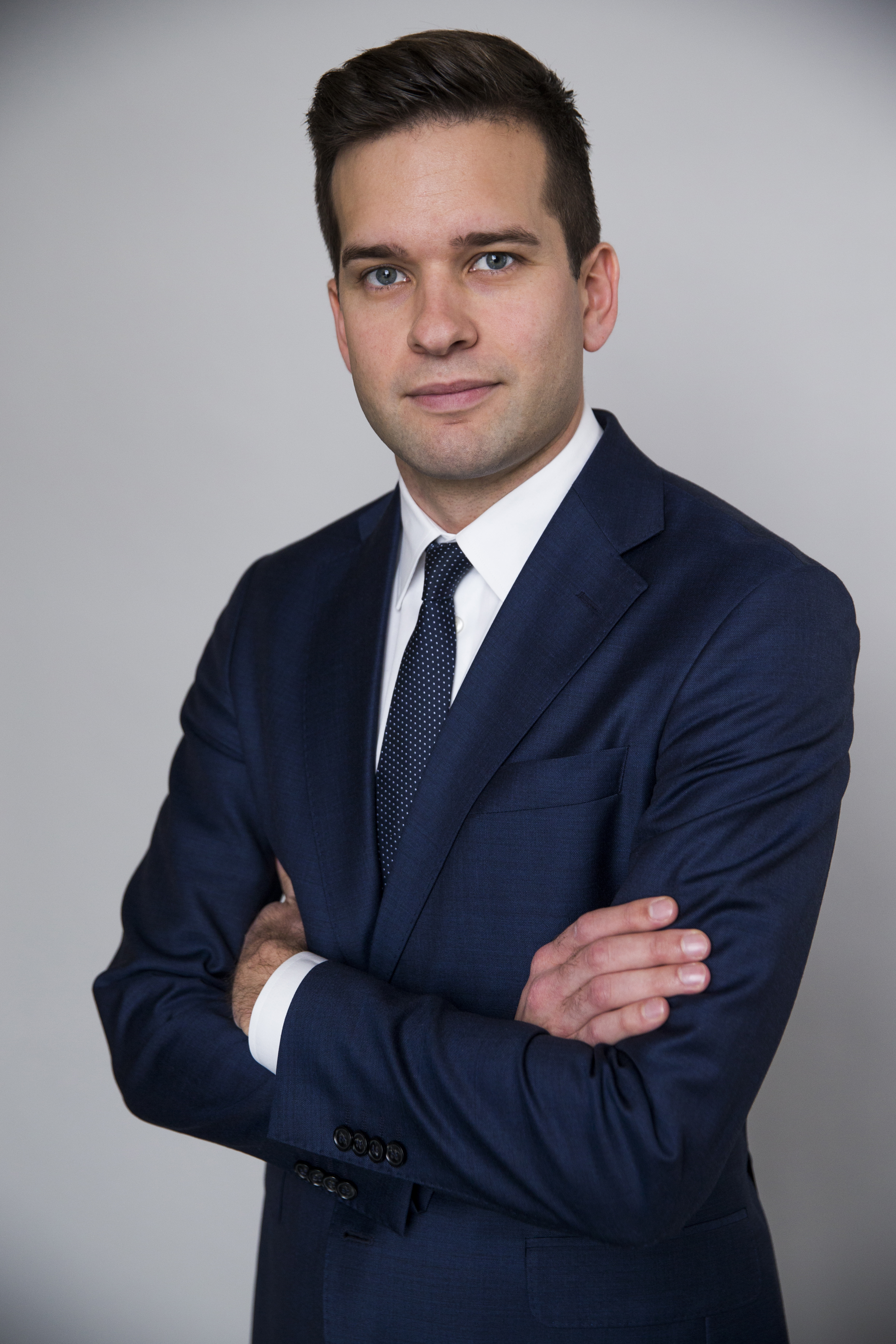
Folkhälsominister Gabriel Wikström.

I vårpropositionen 2015 föreslog regeringen gratis medicin för barn under 18 år, och reformen trädde i kraft den 1 januari 2016; satsning på 200 miljoner kronor på förlossningsvård, 40 miljoner kronor 2016; satsning på 1 miljard i syfte att öka antal personal inom äldreomsorgen, och att förändringen trädde i kraft 1 september 2015; traineejobb för ungdomar mellan 20 och 24 år inom välfärdsyrken, och att eformen trädde i kraft den 1 augusti; samt ett glasögonbidrag till alla barn under 18 år.
I budgetpropositionen 2016 föreslog regeringen ökad bemanning inom äldreomsorgen finansierat via höjda kommunbidrag; gratis glasögon till barn under 18 år; gratis tandvård upp till 21 år från år 2017, varpå nästa år åldersgränsen höjs till 23 år; gratis preventivmedel för alla kvinnor upp till 21 år från januari 2017; sommarlovsstöd; gratis öppenvård för alla över 85 år från januari 2017; kunskapssatsning om demenssjukdomar och fallskador bland äldre; gratis mammografi för kvinnor mellan 40 och 74 år från och med 1 juli 2016; satsning på ungdomspsykiatrisk vård; och satsningar för att främja ungdomsmottagningarnas arbete.
Den 18 november 2015 presenterade folkhälsominister Gabriel Wikström ett förslag om att förbjuda rökning på uteserveringar.
Den 13 januari 2016 röstade riksdagen genom ett regeringsförslag som innebär att ensamstående kvinnor fick möjlighet till assisterad befruktning.
Den 22 januari 2016 meddelade regeringen att man tillsammans med Sveriges Kommuner och Landsting gjort en överenskommelse om att satsa en miljard kronor på kompetensförsörjningen inom vården. Satsningen innefattade bland annat IT-stöd i syfte att förenkla det administrativa arbetet och stöd till planering av långsiktig kompetensförsörjning.
I februari 2016 öppnade folkhälsominister Gabriel Wikström för att utöka möjligheterna för narkomaner att erbjudas rena sprutor av kommuner. Förslaget innebar att nationellt sprutbytesprogram infördes från och med den 1 januari 2017. Samma månad presenterade också regeringen en ny strategi för alkohol-, narkotika-, dopnings- och tobakspolitiken 2016–2020. Strategin syftade bland annat till att tillgång till alkohol, narkotika, dopningsmedel och tobak ska minska, och att antalet barn och unga som börjar använda narkotika, dopningsmedel och tobak eller debuterar tidigt med alkohol ska successivt minska.
Den 27 februari 2016 meddelade regeringen att man kommer att satsa 4,8 miljoner kronor 2016 på utbildningsmaterial om demens, om att motverka tvång i vården och ökad användningen av nationella kvalitetsregister inom kommunerna. Regeringen avsåg även att ge Socialstyrelsen i uppdrag att ta fram underlag till en ny nationell strategi kring demens.
Den 1 april 2016 presenterade regeringen ett förslag om att ersätta det nuvarande spelmonopolet med ett licenssystem. Det föreslagna licenssystemet innebär att alla som aktörer på den svenska spelmarknaden måste ha tillstånd. Regeringen föreslog även att socialnämnden från och med den 1 januari 2017 ska tvingas att ta samma ansvar för personer med spelberoende som för personer beroende av alkohol och narkotika.
Den 4 april 2016 meddelade regeringen att man lagt ett förslag om att permanent investera tio miljarder kronor per år för ökade resurser till välfärdsverksamheter i Sveriges kommuner och landsting. Pengarna skulle enligt regeringen användas till ökad personaltäthet med upp emot 30 000 fler anställda i välfärden, och bättre kvalitet. Förslaget trädde i kraft hösten 2016.

#### Bostadspolitik
I vårpropositionen 2015 föreslog regeringen stimulanser till kommuner för att öka byggande av nya bostäder, effektiviserad handläggning i kommunerna vid den kommunala hanteringen av bostadsbyggande, energieffektivisering av miljonprogrammet och ett nytt stöd till äldrebostäder. Reformerna uppgick till en kostnad av ungefär 3 miljarder kronor.
Den 1 oktober 2015 meddelade regeringen att 3,2 miljarder kronor ska flyttas från ROT-avdraget, och istället satsas på byggandet av nya hyresrätter.
I budgetpropositionen föreslog regeringen ökade ekonomiska anslag till kommuner som tar större initiativ till att bygga fler bostäder.
Regeringen beslutade bland annat om att genomföra regelförenklingar i syfte att göra det snabbare och billigare att bygga bostäder, förkorta överklagandeprocessen, lägga fram en ny bullerförordning och genomföra satsningar att energieffektivisera och klimatanpassa byggnader.
Den 13 januari 2015 föreslog regeringen nya reformer i syfte att bygga fler bostäder. Bland annat föreslog regeringen förenklade regelverk för byggande av bostäder, ökad byggkapacitet genom att öka antalet utbildningar som kan ge arbetslösa möjligheter att arbeta i byggbranschen och se över nya former av hyresgarantier.
I mars 2016 meddelade regeringen att man kom att ge Boverket i uppdrag att bryta ned behovet av nya bostäder på regional och kommunal nivå. Syftet var att få kommunerna att bygga fler bostäder.
Den 19 mars meddelade dåvarande bostadsminister Mehmet Kaplan att regeringen kunde komma att införa sanktioner mot kommuner som enligt regeringen bygger för lite bostäder, i syfte att öka byggandet av antal bostäder.
I vårpropositionen 2016 föreslog regeringen stödjande av renovering i miljonprogrammet och  beslut om införandet av ett statsbidrag till kommuner för ökat bostadsbyggande.
Den 21 juni 2016 presenterade regeringen en snabbremiss med 21 förslag i syfte att öka antalet byggande av bostäder. Förslagen innebar bland annat sänkta byggkostnader, kortare ledtider, förslag för att utveckla hyressättningsmodellen och slopat tak för uppskov med reavinstskatten under en fyraårsperiod.

#### Barn- och jämställdhetspolitik

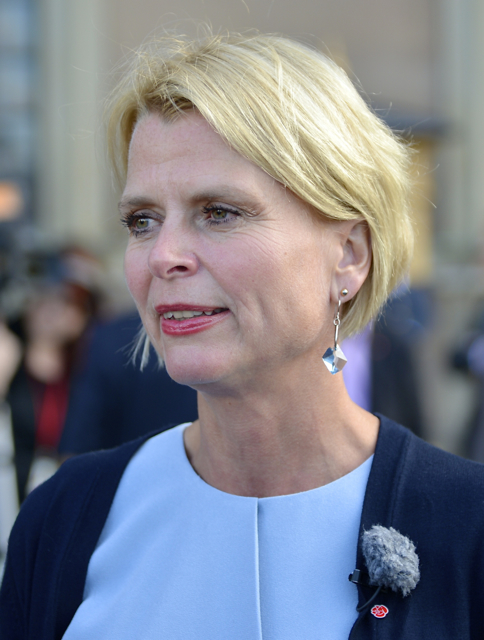
Jämställdhetsminister Åsa Regnér.

Regeringen kallade sig själv för "världens första feministiska regering". Av antal statsråd är hälften män och hälften kvinnor. Statsminister Stefan Löfven blev i januari 2015 utsedd till världsledare för kampanjen "He for she" som syftade till att öka jämställdheten mellan män och kvinnor. Den 23 mars 2015 tog Sverige emot ett pris i Addis Abeba för sitt politiska arbete med jämställdhet.
initiativ till ett utvecklingsarbete i Regeringskansliet i syfte till metodutveckling och genomförande av jämställdhetsanalyser som har varit del av beslutsunderlaget för flera av de reformer som presenteras i budgetpropositionen.
Den 10 december 2015 fattade regeringen beslut om att Tillväxtverket skulle utveckla arbetet för jämställd regional tillväxt bland annat genom samordning, stöd och lärande riktat till Sveriges regioner.
Den 17 februari 2016 lämnade regeringen över ett förslag till lagrådet som innebar att lönekartläggningar skulle göras varje år i stället för var tredje.
Den 8 mars meddelade jämställdhetsminister Åsa Regnér att regeringen kommer att genomföra åtgärder för att utbilda nyanlända unga i jämställdhetsfrågor.
Den 21 mars 2016 meddelade regeringen att man ville göra Barnkonventionen till svensk lag. I mars 2016 lämnade Barnrättighetsutredningen sitt betänkande till regeringen i frågan.
I en debattartikel i DN den 4 maj 2016 meddelade jämställdhetsminister Åsa Regnér och utrikesminister Margot Wallström att regeringen skulle inrätta en ambassadör mot människohandel. Syftet var bland annat att motverka mot exploatering av kvinnor, barn och av fattiga människor i världen.

### Rättspolitik

#### Justitiepolitik

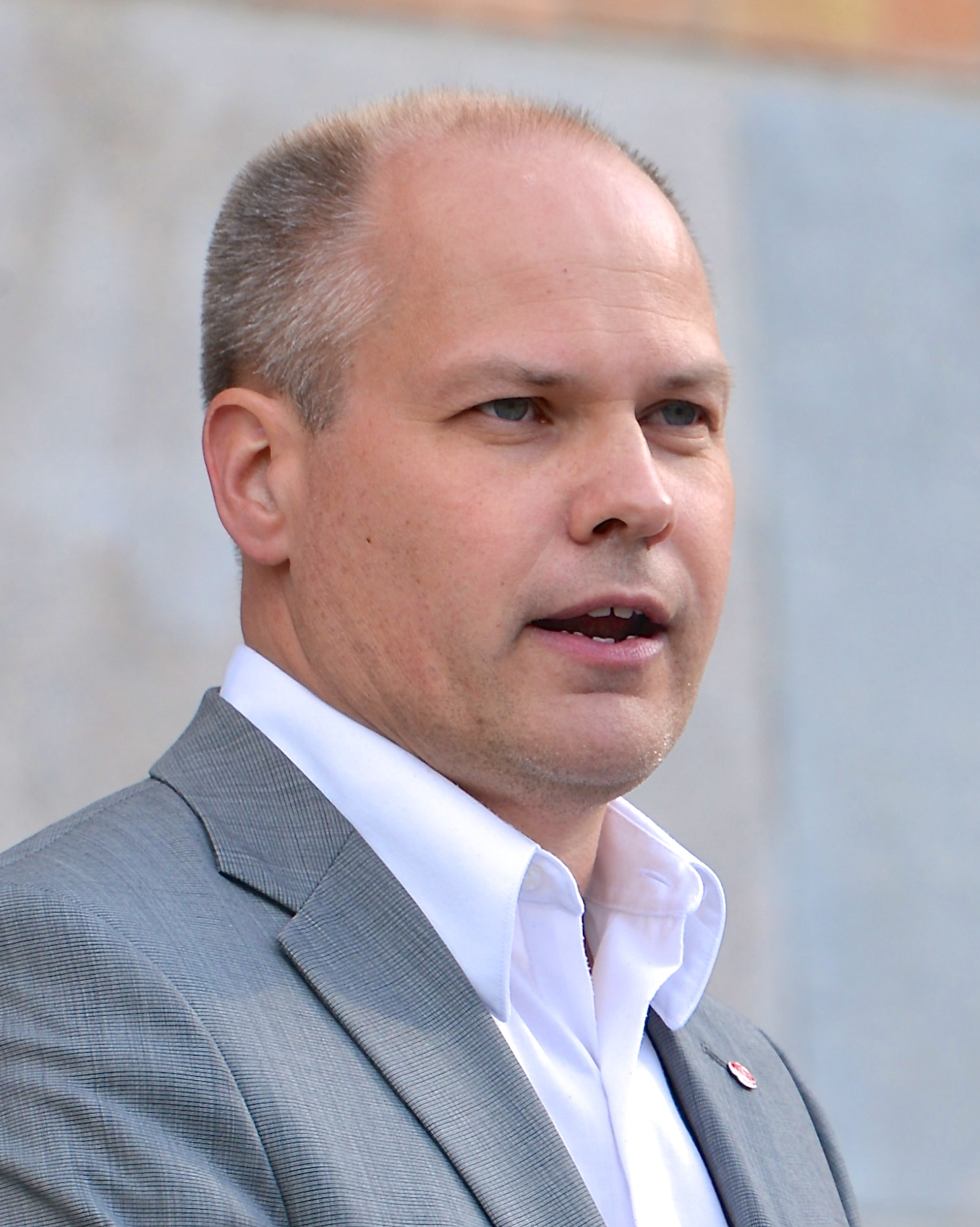
Justitieminister Morgan Johansson.

Den 22 april 2015 presenterade regeringen ett förslag om skärpta lagar för sms- och snabblånsföretag.
Den 10 juni 2015 presenterade justitieminister Morgan Johansson ett förslag om en lag som skapar två nya domstolar, Patent- och marknadsdomstolen och Patent- och marknadsöverdomstolen. Åtgärden syftade enligt Johansson till att stärka det rättsliga skyddet för patent och andra immateriella rättigheter.
Regeringen meddelade i november 2015 att man inlett en översyn över lagarna gällande användning av brandfarliga och explosiva varor. Översynen syftade bland annat i att skärpa straffbestämmelser för handgranater.
Hösten 2015 kriminaliserades resor, träningsläger och pengainsamling i syfte att förbereda eller delta i terrorhandlingar efter ett regeringsförslag.
Den 1 december 2015 föreslog regeringen skärpta vapenlagar, ändrad sekretesslagstiftning och ett möjligt förbud mot gängkläder vid rättegångar. Förslaget innefattade även att försök, förberedelse och stämpling till grovt och synnerligen grovt vapenbrott kriminaliseras.
I budgetpropositionen 2016 satsade regeringen 15 miljoner kronor på brottsförebyggande arbete. Regeringen gav även Brottsförebyggande rådet i uppdrag att lämna förslag på hur det lokala brottsförebyggande arbetet kunde förstärkas och utvecklas genom förbättrad nationell samordning.
Den 26 januari 2015 presenterade regeringen ett förslag om skärpta straff för hantering av falska pengar.
Den 3 februari 2015 meddelade en utredare tillsatt av regeringen nya förslag om straff för näthat. Förslaget innebar bland annat att den som sprider sexfilmer, bilder eller uppgifter om andras sjukdomar ska kunna straffas, och att den som står för den elektroniska anslagstavlan skulle få ett större straffansvar.
I mars 2016 föreslog regeringen att så kallade identitetskapningar skulle kriminaliseras från och med den 1 juli 2016.
Den 6 mars 2016 presenterade regeringen förslag om skärpta lagar mot tvångsäktenskap och äktenskapsresor.
Den 10 mars 2016 presenterade energiminister Ibrahim Baylan förslag om en ny lagstiftning gällande hårdare för el-bolag att informera kunderna kring deras individuella anvisningsavtal. Syftet med lagstiftningen var att sänka elkostnaderna för de kunder som inte aktivt valt ett el-avtal.
Den 18 mars 2016 presenterade regeringen ett förslag om att regleringen om påföljdsbestämning efter tidigare dom ändras. Syftet är att skärpa straffbestämmelserna för kriminella som återfaller i brottslighet.
Den 19 mars presenterade inrikesminister Anders Ygeman förslag om att skärpa lagstiftningen för personer som sprider så kallad hämndporr. Förslaget innebar att den som sprider hämndporr ska kunna bli skyldig att plocka ner det spridna innehållet.
Den 15 april meddelade regeringen att man förberedde en ny lag för att göra det lättare att byta namn. Lagförslaget innebar att man ska kunna byta namn flera gånger, att man ska få ta vilket efternamn man vill (om det redan finns minst 2000 personer som har det efternamnet i Sverige), att man skulle kunna göra ett eget efternamn av sin mamma eller pappas förnamn och att gifta par skulle kunna ta båda sina gamla efternamn, så att alla i familjen heter samma sak.
Den 18 maj 2016 presenterade regeringen förslag om ett utvidgat maskeringsförbud på fotbollsarenor, samt att polisen skulle kunna bötesfälla personer som begår brott på fotbollsarenor på plats.
I december 2016 föreslog regeringen att olaga vapeninnehav skulle få en längre fängelsevistelse som minimistraff, vilket skulle medföra att kriminella som bär vapen kan häktas och tas i förvar istället för att direkt släppas ut på gatan i väntan på huvudförhandling, det dittillsvarande förfarandet. Regeringen föreslog vid detta tillfälle också höjda minimistraff för grov misshandel, grov utpressning och grovt rån. Förslagen kom som en del i en översyn av straffskalorna för våldsbrott av riksåklagare Anders Perklev, en uppgift han fått av tidigare justitieminister Beatrice Ask.

#### Polis- och säkerhetspolis
Den 10 december 2015 presenterade regeringen överenskommelse med Moderaterna, Centerpartiet, Liberalerna och Kristdemokraterna kring åtgärder mot terrorism. Överenskommelsen innehöll bland annat förslag om skärpt och tidigarelagd kriminalisering av terrorkrigsresor, snabbare stopp för missbruk av svenska pass, att hemlig dataavläsning utreds och åtgärder mot rekrytering på internet.
I vårpropositionen 2016 föreslog regeringen flera rättspolitiska reformer: Ökade resurser till polisen; satsningar på att förstärka närpolisen; utökade resurser till Säkerhetspolisen i syfte att förstärka arbetet mot terrorism; förstärkta resurser till Migrationsverket r för att öka säkerheten på asylboenden.

### Finanspolitik

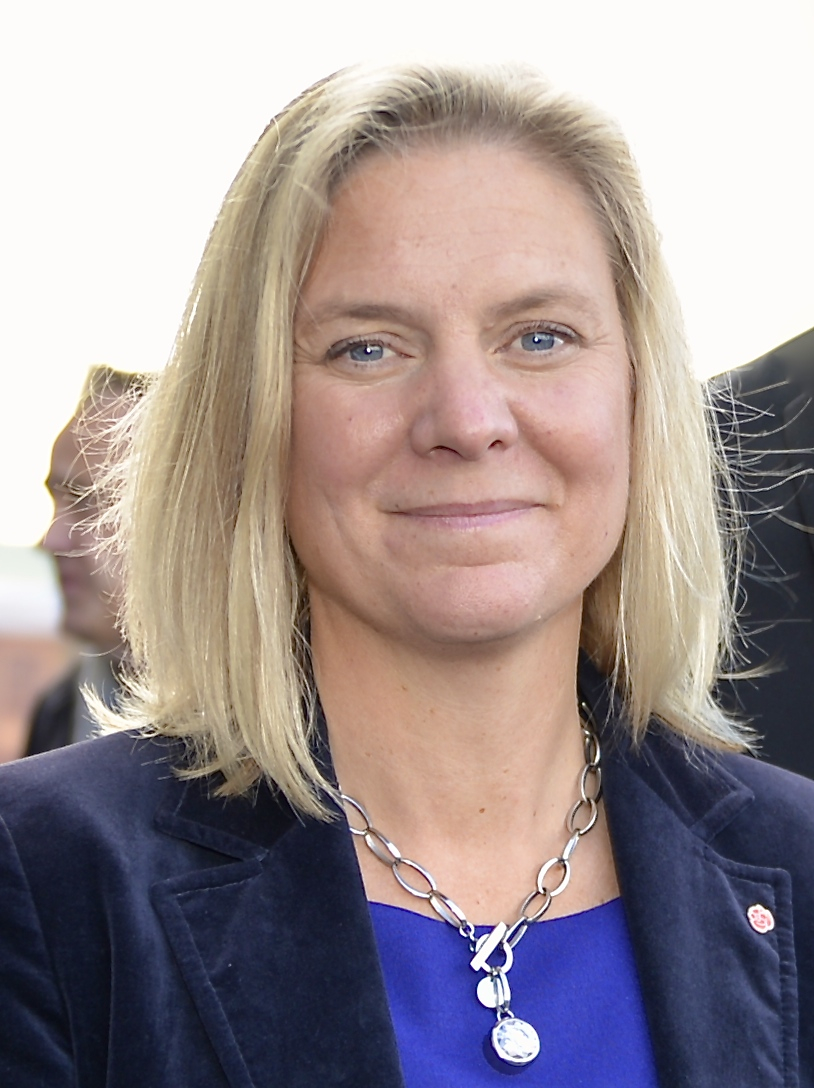
Finansminister Magdalena Andersson.

Den 26 maj 2015 meddelade regeringen att det så kallade överskottsmålet bör stå fast, men att "regeringen har dock betonat att man gärna ser en bred uppslutning vid en eventuell förändring av målnivån för det finansiella sparandet".
Den 12 december 2015 meddelade finansminister Magdalena Andersson att regeringen överger den så kallade principen om "krona för krona" (som innebär att alla förslag på utgifter måste kompenseras med en likvärdig budgetförstärkning).
I sin beskrivning av finanspolitikens inriktning i budgeten för 2016 skrev bland annat regeringen "För att möta framtidens utmaningar måste vi investera i Sverige [...] investeringar i bostäder, klimatomställning och infrastruktur; en aktiv närings- och innovationspolitik; och investeringar i kompetens och matchning".
Regeringen har sedan sitt tillträdande halverat budgetunderskottet.

#### Skattepolitik
Regeringen avsåg i budgetpropositionen 2015 att höja skatterna med 22,76 miljarder. Budgeten blev dock nerröstad vid budgetvoteringen.
I budgetpropositionen 2016 föreslog regeringen: En avtrappning av jobbskatteavdraget för arbetsinkomster över ca 50 000 kronor/månad; begränsad uppräkning av gränsen för statlig inkomstskatt; slopad skattereduktion för gåvor; att avdragsrätten för privat pensionssparande slopas helt 2016; höjd schablonskatt på sparande i kapitalförsäkring och investeringssparkonto; sänkt skatt för pensionärer med pensioner upp till 20 000 kronor i månaden.
Den 30 mars 2016 meddelade regeringen att man vill höja skatten på banker och andra företag inom finanssektorn med 1,4 miljarder kronor, en så kallad "bankskatt". Inkomsten ska användas för välfärdssatsningar. Förslaget var ett resultat av förhandlingar med Vänsterpartiet. Förslaget drogs tillbaka efter kraftig kritik från flera remissinstanser.
I vårpropositionen 2016 föreslog regeringen: Höjd statlig skatt för inkomster på över 37 000 kronor; sänkt reklamskatt med 20 miljoner kronor; höjd punktskatt på alkoholhaltiga drycker; informationsskyldighet för skattekonsulter.
I vårpropositionen 2017 sänkte regeringen den så kallade "pensionärsskatten" med upp till 2500 kr per år för pensionärer med inkomst upp till 12 000 kronor i månaden. Liknande sänkningar har genomförts år 2016.  Regeringen har även implementerat flera reformer för att komma åt skattesmitare såsom krav på redovisning av samtliga verksamhetsländer för större bolag.

#### Konsumentpolitik
Den 17 mars 2016 röstade riksdagen igenom en regeringsproposition om så ett så kallat amorteringskrav på bolån.
Den 21 mars 2016 presenterade regeringen ett förslag om en ny skuldsaneringslag för att möjliggöra för fler svårt skuldsatta att få sina skulder sanerade. Förslaget innebär bland annat att Kronofogdemyndigheten ska lämna information om skuldsanering till svårt skuldsatta personer som finns i myndighetens register, att ansökningsförfarandet förenklas och att det införs en betalningsförmedlingstjänst.
Den 5 maj presenterade regeringen förslag i syfte att ge konsumenter ett starkare skydd. Regeringen vill bland annat ha en ny lag som gör det möjligt för Allmänna reklamationsnämnden att pröva fler typer av tvister i stället för att de ska upp i rätten. Förslaget innebär även att konsumentombudsmannen ska få rätt att direkt stoppa företag som bryter mot reglerna om marknadsföring.
Den 18 maj 2016 meddelade regeringen att man ger Finansinspektionen i uppdrag att ta reda på vilka rutiner och processer som försäkringsbolagen använder vid personskador. Myndigheten ska även undersöka försäkringsläkarnas roll, hur de rekryteras, om urvalet är skevt.

### Arbetsmarknadspolitik
I vårändringsbudgeten föreslog regeringen flera arbetsmarknadspolitiska åtgärder: Att en 90-dagarsgaranti för unga införs som innebär att dessa inom 90 dagar erbjöds jobb, praktik eller utbildning; traineejobb och utbildningskontrakt: 515 miljoner kronor 2015, 1,5 miljarder 2016 och 1,9 miljarder 2017; satsningar på främja lokal samverkan mot ungdomsarbetslöshet; tidigarelagda resurser för EU:s sysselsättningsinitiativ och det nationella socialfondsprogrammet; arbetsmiljösatsningar; extratjänster inom vissa välfärdsyrken; ökade resurser till arbetsförmedlingen. Regeringen finansierade dessa satsningar med bland annat slopade nedsatta arbetsgivaravgifter för unga, reducerat ROT-avdrag från 50 % till 30 % och slopat RUT-avdrag för läxhjälp, matlagning och poolrengöring.
I budgetpropositionen för 2016 föreslog regeringen flera arbetsmarknadspolitiska åtgärder: Fler utbildningsplatser på folkhögskola, komvux och yrkeshögskola; att arbetsmarknadsåtgärden Fas 3 avvecklas; pengar till Arbetsförmedlingen; att långtidsarbetslösa ska erbjudas extratjänster i välfärden och möjlighet att studera med lön; investeringar i syfte att främja tillväxten av jobb; investeringar för personer med funktionsnedsättning som medför nedsatt arbetsförmåga; att Arbetsmiljöverkets resurser ökar med 35 miljoner kronor från och med 2016; avsättande av 10 miljoner kronor i syfte att utveckla kompetensen inom företagshälsovården.
Den 10 februari 2016 meddelade regering att man håller på att ta fram en ny arbetsmiljöstrategi i syfte att bland annat minska dödsolyckor inom arbetslivet.
Den 10 mars 2016 presenterade regeringen en proposition om ett särskilt skydd mot repressalier för arbetstagare som slår larm om allvarliga missförhållanden.
I vårpropositionen 2016 föreslog regeringen flera arbetsmarknadspolitiska reformer: Halverad moms på mindre reparationstjänster för cyklar, kläder, lädervaror, textilier och skor (förändringen innebär att momsen för dessa tjänster sänks från 25 % till 12 %); infört RUT-avdrag för reparation av vitvaror i hemmet; utvidgat RUT-avdrag för flyttjänster, trädgårdsarbete och it-tjänster, förändringen trädde i kraft den 1 augusti 2016.
Den 1 maj 2016 presenterade regeringen en reform för att utveckla moderna beredskapsjobb i statlig regi för personer som står långt från arbetsmarknaden. Regeringen kom att ge i uppdrag till myndigheterna att införa beredskapsjobben i staten. Reformen införs successivt från 2017 och ska sysselsätta minst 5 000 personer fram till år 2020.

#### Integrationspolitik
Den 9 oktober 2015 presenterade regeringen en rad åtgärder för asylsökandes boende och skolgång. Regeringen föreslog: En ny placeringsform, stödboende, för barn och unga i åldern 16-20 år; att Statens institutionsstyrelse ska utreda förutsättningarna för 1000 platser i stödboende och HVB-hem för barn och unga i åldern 16-20 år; ett uppdrag till Socialstyrelsen att se över myndighetens föreskrifter och allmänna råd om HVB-hem.
Den 5 november 2015 meddelade regeringen att man tillsatt en särskild utredare i uppdrag att föreslå åtgärder för att skapa ett sammanhållet system för mottagande och bosättning av asylsökande och nyanlända. I översynen ingick även att förbättra systemet för ersättning till kommuner och landsting.
Den 12 november 2015 presenterade regeringen en ändringsbudget i syfte att tillföra drygt 10 miljarder kronor till Sveriges kommuner och landsting. Merparten av denna avsågs som tillfälligt stöd till kommunerna och det civila samhället för att kunna hantera den rådande flyktingsituationen.
Den 4 december 2015 meddelade regeringen att regeringen skulle införa så kallade snabbspår för nyanlända till Sverige i syfte att dessa snabbare ska kunna etablera sig på arbetsmarknaden. Snabbspåren innebär att nyanländas kompetens och yrkeshistorik mer effektivt ska kunna matchas med befintliga lediga jobb. Åtgärden rörde främst jobb för läkare, apotekare, sjuksköterskor och lärare.
Med anledning av de stora flyktingströmmarna till Sverige har regeringen lanserat den nationella samlingen "Sverige Tillsammans" efter ett initiativ av statsminister Stefan Löfven. Satsningen innebär bland annat att regeringen har gett länsstyrelserna i uppdrag att arrangera regionala konferenser i syfte att diskutera utmaningar och möjligheter för nyanländas etablering.

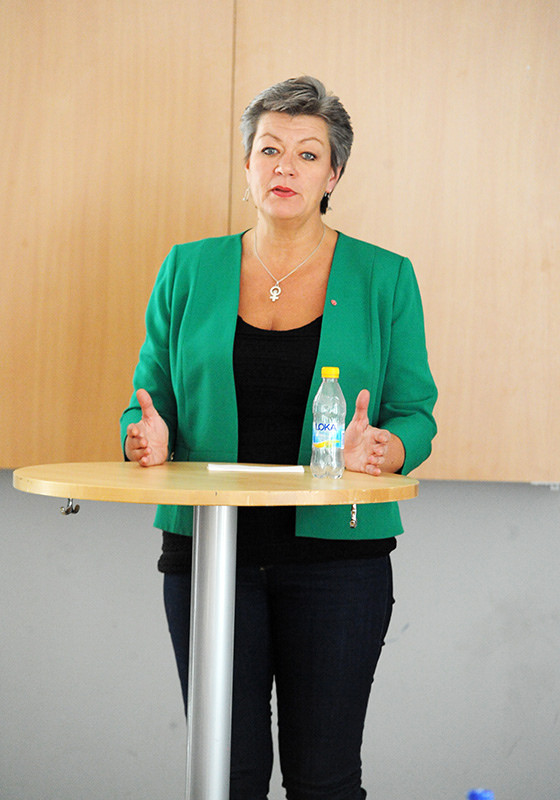
Arbetsmarknadsminister Ylva Johansson.

Den 18 december 2015 beslutade regeringen att tilldela 75 miljoner till Studieförbunden i syfte att öka utbildningen i svenska bland nyanlända.
Den 1 januari 2016 höjdes ersättning till kommunerna för mottagande av nyanlända från 83 100 kronor per flykting till 125 000 kronor, och ökade resurser till Socialstyrelsen för validering av utländsk utbildning inom hälso- och sjukvården.
Den 24 februari 2016 meddelade regeringen att arbetsmarknadsminister Ylva Johansson fick i uppdrag att samordna och inrikta regeringens arbete för mottagande och etablering av nyanlända.
Den 17 mars 2016 meddelade regeringen att man tagit beslut om att fem kommuner i Östergötland ska få dispens att överlämna undervisning inom gymnasieskolans språkintroduktion till ett antal folkhögskolor. Syftet är att fler nyanlända ska kunna få läsa språkintroduktion på skolor.
I vårpropositionen 2016 presenterade regeringen flera integrationspolitiska satsningar: Tidigare insatser för asylsökande i syfte att öka etableringen i samhället; ett förslag om att år 2017 ge länsstyrelserna i uppdrag att bland annat samordna och organisera tidiga insatser för asylsökande; att kompetenskartläggning, avseende kartläggning av en nyanländas utbildningsbakgrund och arbetslivserfarenhet, ska kunna erbjudas av Arbetsförmedlingen redan under asyltiden; utökade medel för ersättning till kommuner för särskilda kostnader för mottagande av nyanlända; schablonersättningar för ensamkommande barn; att så kallade statligt subventionerade traineejobb ska kunna gälla nyanlända.

### Näringspolitik

#### Företags- och handelspolitik

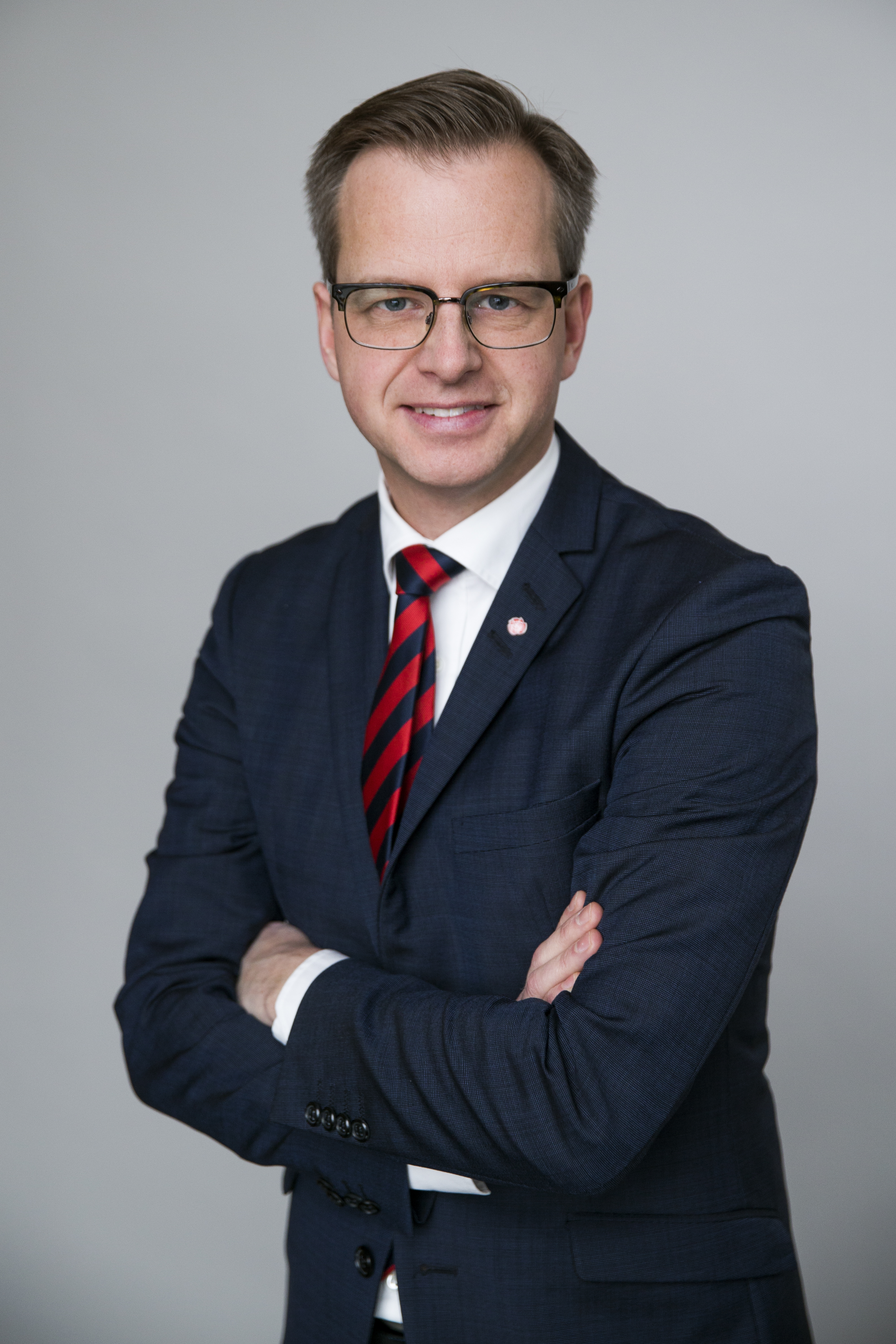
Näringsminister Mikael Damberg.

Den 25 september 2014 presenterade regeringen en speciell nyindustrialiseringsstrategi i syfte att få fler företag att lägga sin produktion i Sverige.
Den 23 februari 2015 samlades för första gången Innovationsrådet som har en rådgivande funktion för regeringens näringspolitik. Rådet skapades efter ett regeringsinitiativ.
I vårpropositionen 2015 presenterade regeringen satsningar inom ramen för näringspolitiken: 71 miljoner kronor för att stärka kapitaltillgången nya företag; en särskild exportoffensiv på 75 miljoner kronor; ett lokalt klimatinvesteringsstöd för företag.
Den 1 september 2015 presenterade näringsminister Mikael Damberg satsningar för att göra det lättare för små innovativa företag att växa, genom bland annat rikta om det statliga riskkapitalet. Regeringen tillsatte också en utredning för huruvida beskattningen för personaloptioner bör ändras.
I budgetpropositionen 2016 presenterade regeringar flera näringspolitiska satsningar: 2,6 miljoner kronor för forskning och utveckling inom Verket för innovationssystem; 139 600 kronor för turistfrämjande; drygt 600 000 kronor för utrikeshandel, handels- och investeringsfrämjande samt drygt 370 000 kronor för exportfrämjande verksamhet; investeringsstöd till solceller.
Den 3 mars 2016 tog regeringen beslut om att lägga fram ett lagförslag som ger företagare möjlighet till skuldsanering på samma sätt som privatpersoner.
Den 14 mars 2016 överlämnade regeringen en näringslivspolitisk proposition till riksdagen. I propositionen föreslog regeringen en ny struktur för statens riskkapitalinsatser som syftar till att skapa bättre finansieringsmöjligheter för företag i utvecklingsskeden.
Den 18 mars 2016 meddelade regeringen att man beslutat att införa sex regionala exportcentra i Skåne, Kronoberg, Västerbotten, Västra Götaland, Dalarna och Östergötland. Syftet är att få små- och medelstora företag att exportera mera.

#### Infrastrukturpolitik

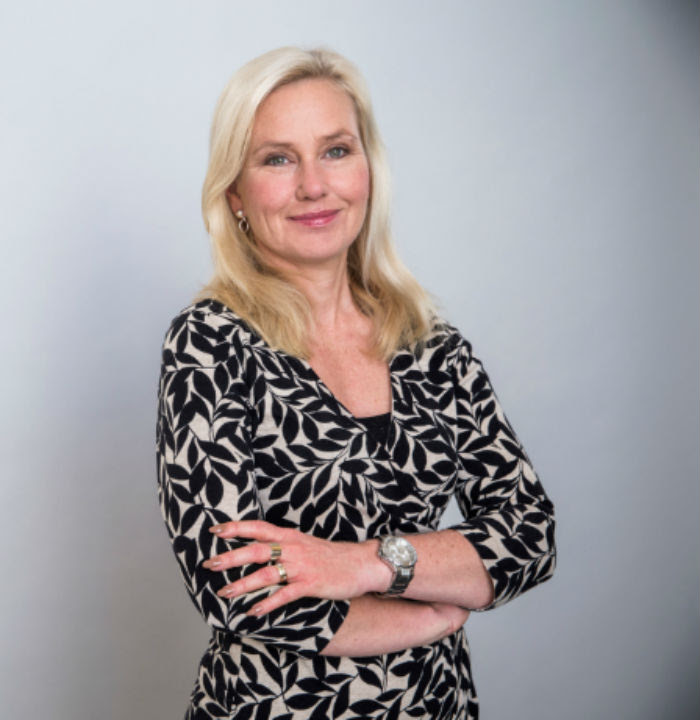
Infrastrukturminister Anna Johansson.

Regeringen tog under hösten 2014 tidigt beslut om att pausa det pågående bygget av förbifart Stockholm. Den 21 november 2014 meddelade dock statsminister Löfven att bygget skulle komma att fullföras.
Regeringen tog vid sitt bildande över ansvaret för den så kallade Sverigeförhandlingen som syftar till att möjliggöra höghastighetsjärnväg mellan Stockholm, Göteborg och Malmö. I mars 2018 framkom att Miljöpartiet har drivit igenom att Sverige får höghastighetståg redan 2045, vilket ska finansieras genom att överskottsmålet sänks.
Den 12 januari 2015 meddelade regeringen att man kommer att satsa två miljarder kronor på så kallade stadsmiljöavtal för att finansiera kollektivtrafik.
I vårpropositionen 2015 presenterade regeringen satsningar på 620 miljoner kronor på järnvägsunderhåll.
Den 1 oktober 2015 meddelade regeringen att man gav Post- och telestyrelsen i uppdrag att utarbeta och tillhandahålla ett utbildningsprogram riktat mot offentliga aktörer som bidrar till utbyggnaden av bredband med hög överföringshastighet. Utöver detta aviserades även satsningar på bredbandsutbyggnad på 3,25 miljarder kronor fram till 2020.
Den 29 oktober 2015 beslutade regeringen om att underteckna en avsiktsförklaring för att digitalisera administration inom den offentliga sektorn tillsammans med Sveriges Kommuner och Landsting. Regeringen beslutade även att tillsätta ett särskilt råd för den planerade digitaliseringen.
I beskrivningen av den finanspolitiska inriktningen för budgetpropositionen 2016 skrev bland annat regeringen: "Som ett led i regeringens ökade ambitioner på investeringsområdet har regeringen tagit fram en investeringsplan för de statliga anläggningstillgångarna. Bland annat visar denna att de statliga investeringarna i infrastruktur beräknas öka med ca 43 procent mellan 2015 och 2019".
Den 28 januari 2016 tog regeringen beslut om att utöka stödet med 21 miljoner kronor till länens bredbandskoordinatorer. Beslutet innebar även att Post- och telestyrelsen får i uppdrag att administrera ett nationellt sekretariat för koordinatorerna.
Den 31 mars 2016 meddelade regeringen att man skulle komma att satsa 130 miljoner på att digitalisera delar av den svenska industrin. Bland annat satsade regeringen på så kallade 3D-skrivare och interaktiv produktion.
Den 11 april meddelade den av regeringen tillsatta samordnaren Anders Sundström sin rapport om "förutsättningarna för att utveckla flygkapacitet och öka möjligheterna till bostadsbebyggelse i Stockholmsregionen". Enligt Sundström behövde regeringen bygga ut Arlanda flygplats och stänga Bromma flygplats. Ett utbyggt Arlanda med större kapacitet kunde då enligt Sundström helt ersätta Bromma. Sundström presenterade också i sin rapport förslag om att bygga bostäder på den mark Bromma flygplats ligger på idag. Enligt rapporten kunde uppemot 30 000 nya bostäder i så fall byggas.
I juli 2017 uppmärksammades Transportstyrelsens IT-upphandling då i stort sett hela Transportstyrelsens IT-miljö gjordes tillgänglig för utländsk personal som inte var säkerhetskontrollerad. Det ansågs kunna skada rikets säkerhet eftersom väldigt mycket bedömdes vara skyddsvärt.

#### Landsbygds- och regionalpolitik
I beskrivningen av regeringens mål för areella näringar, landsbygd och livsmedel ingick bland annat: "[det] behövs en livskraftig och aktiv landsbygd. Regeringen vill ta vara på landsbygdens möjligheter och förena en miljömässigt hållbar utveckling med ekonomisk tillväxt – en grön tillväxt – som ger förutsättningar för ökad sysselsättning och framtidstro i hela landet [...] Regeringen avser att arbeta kontinuerligt för att förbättra skyddet för djuren, såväl i Sverige som för djur utanför Sveriges gränser".
Den 25 september meddelade regeringen att man tillsatt en parlamentarisk kommitté med syfte att lämna förslag till en politik som skapar förutsättningar för tillväxt, företagande, sysselsättning, attraktivitet och boende på landsbygden.

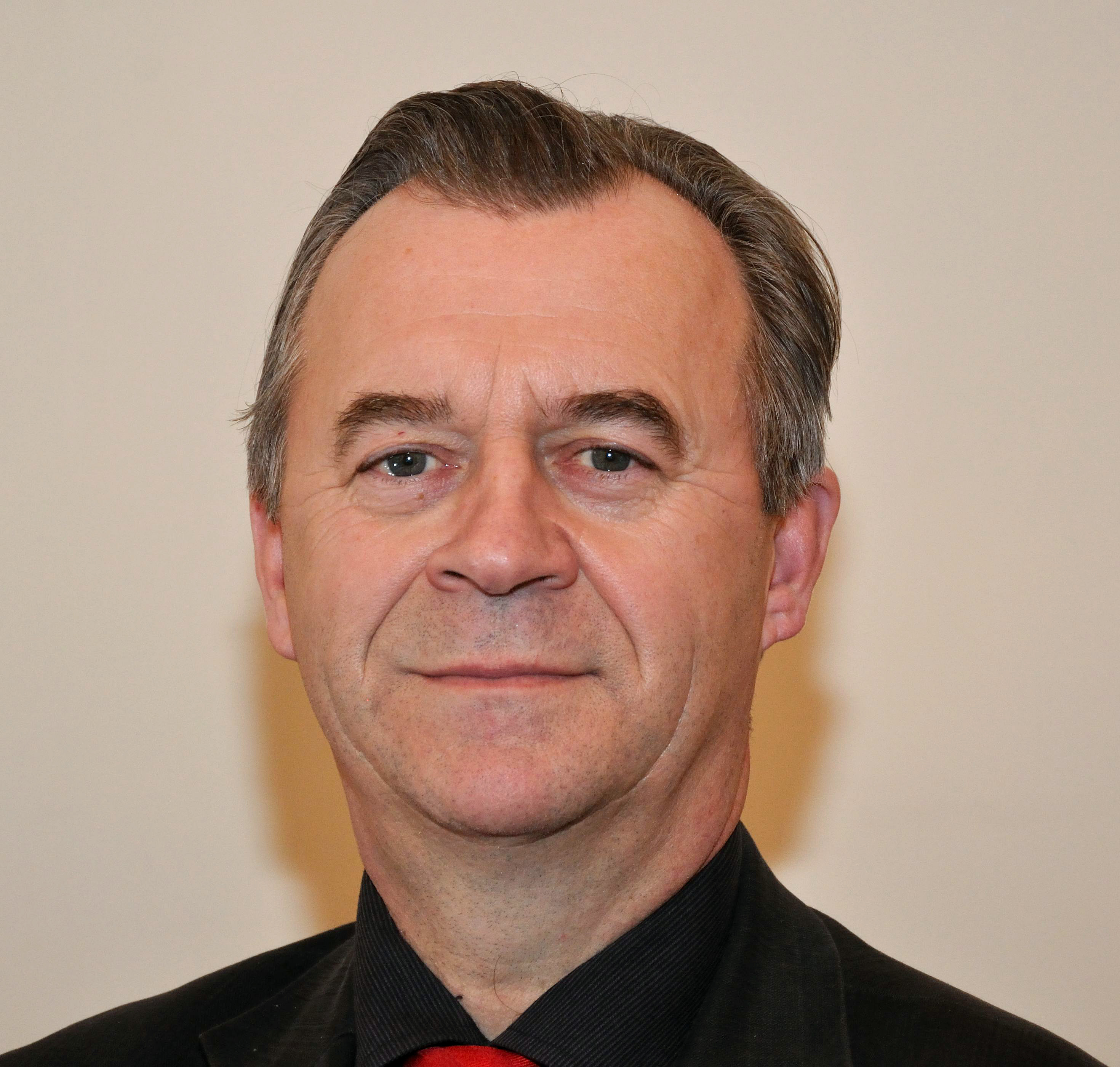
Landsbygdsminister Sven-Erik Bucht.

I december 2015 presenterade regeringen förslag till ändringar av regelverket kring jakt. Förslaget innebar att rennäringsförordningen ska ändras så att upplåtelser av rätt till jakt på småvilt och handredskapsfiske på statens mark i fjällen i första hand ska göras till de jägare som bor i Sverige.
Den 22 maj 2015 presenterade regeringen en handlingsplan med åtgärdsförslag för att lindra mjölkkrisen bland svenska mjölkproducenter. Förslaget innebar bland annat satsningar på kostnadseffektiva foder och byggnationer, förbättrad djurhälsa och ökad innovationstakt och tillämpad forskning.
Den 29 februari 2016 meddelade regeringen att man lämnade en proposition i syfte att införa sanktionsavgifter för andra aktörer på fiskets område än yrkesfiskare.
Den 7 mars 2016 tillsatte landsbygdsminister Sven-Erik Bucht en särskild utredare utsedd för att genomföra en rättslig översyn av skogsvårdslagstiftningen.
Den 9 mars 2016 presenterade regeringen ett diskussionsunderlag för landets framtida indelning av landsting och regioner. Förslaget innebar att nuvarande 21 län ska slås ihop till sex storregioner.
I budgetpropositionen 2016 satsade regeringen 1,1 miljarder kronor för regionala tillväxtåtgärder till samverkansorgan.
Den 3 mars 2016 beslutade regeringen att förstärka anslaget till det Svenska artprojektet med 15 miljoner kronor per år.

### Lista över större reformer och beslut
* anger i och med budgetsamarbete med Vänsterpartiet
- Höjt tak i a-kassan från 680 kronor per person till 910 kronor *
- Beslut om att erkänna staten Palestina
- Införande av så kallade trainee-jobb inom välfärdsyrken *
- Avtrappning av jobbskatteavdraget för inkomster över 50 000 kronor/månad *
- Öronmärkt satsning på 10 miljarder kronor till Sveriges kommuner och landsting för att förbättra välfärden *
- Fritt inträde på statliga museum *
- Satsning på 17 miljarder kronor till försvaret
- Försvarsöverenskommelse med Centerpartiet och Moderaterna
- Beslut om att slopa det så kallade Saudi-avtalet
- Skärpta asylregler
- Rätt för alla till utbildning på Komvux *
- Höjd bensinskatt, årsuppräkning med 2% över inflation *
- Gratis tandvård för alla upp till 21 år och 23 år (2018) *
- Satsningar för att öka antalet platser på folkhögskolan med 3000 *
- Sänkt avgift till Kulturskolan *
- Reducerat ROT-avdrag från 50 % till 30 % *
- Gratis medicin till alla barn under 18 år *
- Slopad bortre tidsgräns i sjukförsäkringen *
- Halverad moms på mindre reparationstjänster för cyklar, kläder, lädervaror, textilier och skor *
- Bildandet av Innovationsrådet
- Glasögonbidrag till alla barn under 18 år *
- Beslut om att göra Barnkonventionen till svensk lag
- Utvidgat RUT-avdrag för flyttjänster, trädgårdsarbete och it-tjänster
- Kriminaliserande av resor, träningsläger och pengainsamling i syfte att förbereda eller delta i terrorhandlingar
- Öronmärkta satsningar på drygt 3,2 miljarder kronor för byggande av bostäder *
- Öronmärkta satsningar på 3 miljarder kronor för höja lärarlönerna *
- Gratis öppenvård för alla över 85 år *
- Förändrade regler kring sjukpenningsansvar för arbetsgivare
- Slopad skattereduktion för gåvor *
- Gratis preventivmedel för alla kvinnor upp till 21 år*
- Ny finanspolitisk inriktning (slopande av principen "krona för krona")
- Gratis mammografi för kvinnor mellan 40 och 74 år *
- Avskaffande av jämställdhetsbonusen *
- Höjd punktskatt på alkohol i flera steg*
- Införande av ID-kontroller mot gränsen till Danmark
- Höjt bostadstillägg för pensionärer *
- Slopat vårdnadsbidrag *
- Öronmärkta satsningar på järnvägsunderhåll i flera steg*
- Avvecklande av Fas-3 *
- Höjd maxtaxa för hemtjänst för pensionärer *
- Sänkt skatt för pensionärer med pensioner upp till 20 000 kronor i månaden *
- Höjd sjuk- och aktivitetsersättning i flera steg*
- Förslag om att nuvarande 21 län ska slås ihop till sex storregioner
- Införande av en ny så kallad pappamånad
- Beslut om att ensamstående kvinnor ska ha rätt till inseminering
- Förbud mot rökning på uteserveringar (utreds 2016)
- Slopade nedsatta arbetsgivaravgifter för unga *
- Sänkt åldersgräns för garantipension från 30 år till 19 år (utreds 2016)
- Slopat RUT-avdrag för läxhjälp, matlagning och poolrengöring *
- Satsningar på 17,4 miljarder på klimatinvesteringar *
- Avvecklad effektskatt på kärnkraft och förlängning av elcertifikat systemet till 2045
- Sänkt skatt på Etanol
- Beslut om att långtidsarbetslösa ska kunna studera med lön
- Beslut om att Socialstyrelsen ska ta samma ansvar för spelberoende som för andra beroenden
- Sänkt bistånd för att finansiera flyktingmottagande
- Informationsskyldighet för skattekonsulter (Dvs. att de alltid ska berätta för skattemyndigheten om de börjar sälja nya skatteupplägg)
- Införande av amorteringskrav på bolån
- Öronmärkt satsning på drygt en miljard för att minska barngrupperna i förskolan *
- Tredubblat studiebidrag för långtidsarbetslösa
- Införande av ett tvingande kvotsystem gällande Sveriges kommuners flyktingmottagande
- Införande av ett statsbidrag till kommuner för ökat bostadsbyggande
- Förändrade regler kring skuldsanering för privatpersoner och företag
- Möjlighet att få CSN-bidrag för körkortsstudier*
- Ny polisutbildning på högskolenivå
- Reformerat ersättningssystem för ensamkommande barn och unga
- Höjd inkomstgräns i bostadsbidraget
- Skattesubventioner för minskade arbetsgivaravgifter för nyanställda (växa-stöd)
- Höjda anslag till forskning
- Skärpta regler mot skatteförskingring *
- Höjt tandvårdsbidrag för äldre *
- En ny kemikalieskatt *
- Skärpta straff för vapeninnehav
- Avskaffande av lex-laval
- Införande av en ny livsmedelsstrategi
- Återinförandet av värnplikten
- Införd möjlighet att vara deltidsarbetslösa med bibehållen a-kassa under 60 veckor, från tidigare max 75 dagar
- Höjt barnbidrag med 200 kronor i månaden*
- Höjt studiebidrag med 200 kronor i månaden*
- Sänkt skatt för pensionärer*
- Satsningar för att ge möjlighet för unga att åka gratis kollektivtrafik under sommaren*

### Arbetslöshet
Vid regeringens tillträde i september 2014 låg arbetslösheten enligt Arbetsförmedlingen på i snitt 7,9 % av den arbetsföra befolkningen i åldern 15-74 år. Arbetslösheten har under regeringen Löfven sjunkit successivt. Mellan september 2014 och februari 2016 sjönk arbetslösheten med drygt 1,1 % enligt siffror från Arbetsförmedlingen. Antalet lediga arbeten ökade under fjärde kvartalet 2015 med 29,1 procent jämfört med samma kvartal föregående år. Antalet anställda ökade 2,5 procent.

### Brottslighet
Under 2015 ökade antal anmälda brott i Sverige med 4 procent jämfört med 2014 enligt Brottsförebyggande rådet. Antalet handlagda brott ökade med 4 % jämfört med året innan.

### Bostadsbyggande
Vid regeringens tillträdande i september 2014 låg det totala påbörjade antal bostäder på runt 7 450. Bostadsbyggande ökade sedan till 10 900 fjärde kvartalet 2014, 12 300 andra kvartalet 2015 och 16 250 första kvartalet 2016.

## Regeringskrisen 2014
Den här artikeln är helt eller delvis baserad på material från Regeringskrisen i Sverige 2014 och Decemberöverenskommelsen

### Efter riksdagsvalet 2014
Resultatet av riksdagsvalet i september 2014 innebar en parlamentarisk situation där Socialdemokraterna, Miljöpartiet och Vänsterpartiet tillsammans blev större än de fyra borgerliga allianspartierna, men ändå var i minoritet. Sverigedemokraterna ökade sin representation och blev det tredje största partiet i riksdagen, vilket innebar att partiet förstärkte sin vågmästarroll. Samtliga övriga partier gjorde utfästelser att inte samarbeta med Sverigedemokraterna.
Stefan Löfven bildade efter valet en minoritetsregering bestående av Socialdemokraterna och Miljöpartiet. Inför sin första budgetproposition gjorde regeringen en överenskommelse med Vänsterpartiet, efter att Centern och Folkpartiet tackat nej till samarbetsinviter.[4] Alliansen och Sverigedemokraterna lade fram sina respektive motförslag.

### Budgetomröstningen 2014

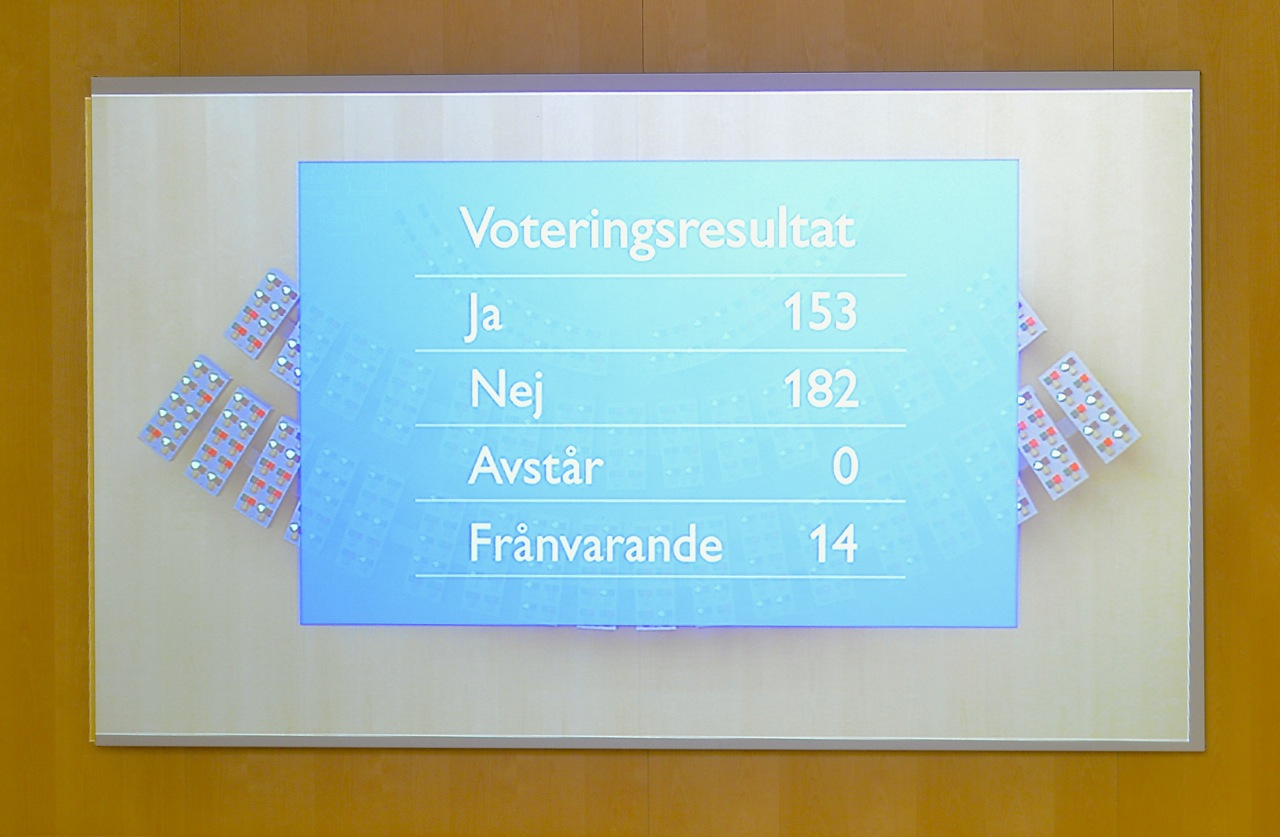
Voteringsresultatet vid budgetomröstningen den 3 december 2014.

Det rådde osäkerhet om hur Sverigedemokraterna skulle rösta i en slutomröstning mellan huvudalternativen. Inför omröstningen hade statsminister Stefan Löfven meddelat, att han inte tänkte regera på basis av annat än regeringens förslag till budget.
Sverigedemokraterna meddelade den 2 december 2014, dagen innan budgetomröstningen, att partiet hade för avsikt att "försöka fälla varje regering och budgetproposition som ger stöd för ökad invandring och som ger Miljöpartiet ett avgörande inflytande över migrationspolitiken", och att de avsåg att stödja Alliansens budgetförslag vid en trolig slutomröstning med regeringens förslag mot allianspartiernas. Därmed uppstod en regeringskris. Regeringens och alliansens budgetar var dock likvärdiga gällande fördelningen till migrationsärenden.
Samma kväll höll statsministern ett krismöte med företrädare för allianspartierna, som förklarade sig ovilliga att omförhandla. Vid budgetomröstningen den 3 december fick i slutomröstningen Alliansens reservation 182 röster mot 153 för regeringspropositionen, varför regeringens förslag föll. Alliansens budget kom därför att gälla för 2015, och regeringen kunde endast föreslå justeringar inom de beslutade ramarna i vårbudgeten.

### Utlyst extra val och Decemberöverenskommelsen
Statsminister Stefan Löfven meddelade vid en presskonferens den 3 december 2014 att han avsåg att den 29 december utlysa ett extra riksdagsval, med anledning av att regeringen samma dag inte uppnått majoritet för sitt förslag till budget för 2015. Det extra valet till riksdagen planerades till söndagen den 22 mars 2015.
På en presskonferens den 27 december 2014 meddelade ledarna för regeringspartierna och oppositionspartierna i Alliansen att en överenskommelse hade träffats, som partierna kallade Decemberöverenskommelsen. Målet med överenskommelsen var att möjliggöra för minoritetsregeringar att styra landet enligt sitt eget budgetförslag, men att de fortfarande måste göra uppgörelser med andra partier om andra frågor. Utanför överenskommelsen stod de båda riksdagspartierna Vänsterpartiet och Sverigedemokraterna. Stefan Löfven meddelade också under presskonferensen, att regeringen på grund av denna överenskommelse avskrivit planerna på att utlysa extra val. Därmed var regeringskrisen över.
I oktober 2015 höll det minsta oppositionspartiet Kristdemokraterna sitt riksting och den 9 oktober röstade tinget om decemberöverenskommelsen. Partiledaren Ebba Busch Thor sammanfattade sitt främsta argument för överenskommelsen med "Pacta sunt servanda. Ingångna avtal ska hållas." Sara Skyttedal (ordförande för KDU), Lars Adaktusson (EU-parlamentariker) och Anders Andersson var tre framträdande kritiker till uppgörelsen. Tinget röstade för förslaget att aktivt lämna decemberöverenskommelsen. Senare samma dag meddelade först Moderaternas partiledare Kinberg Batra, och därefter övriga allianspartier, att överenskommelsen genom Kristdemokraternas beslut hade upphävts. Statsminister Stefan Löfven kallade beslutet för "Upprörande".